# Colosalismo arquitectónico

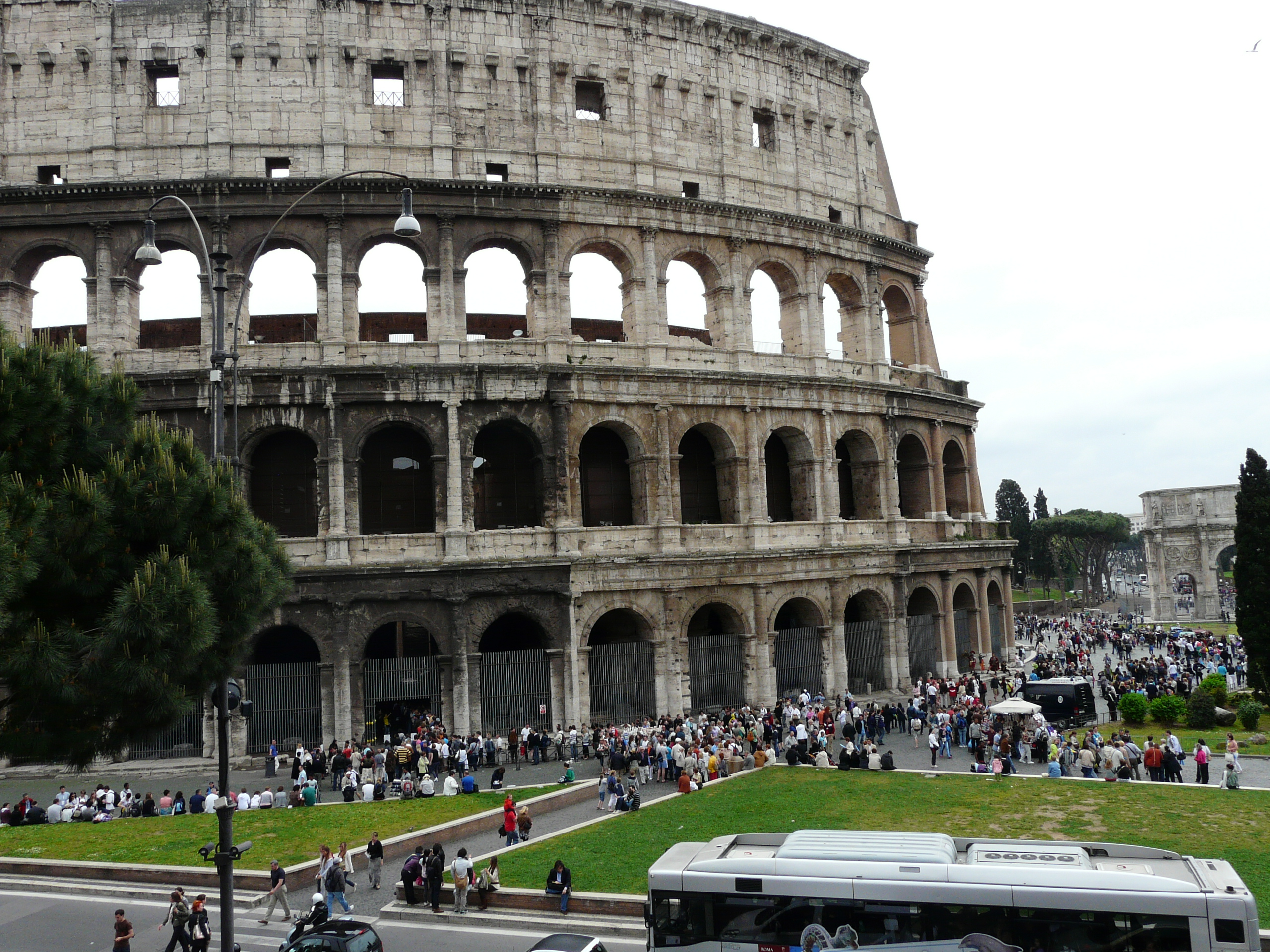
Anfiteatro Flavio, 70-80 d. C. Fue llamado Colosseo por su cercanía a la estatua colosal de Nerón, que se comparaba al Coloso de Rodas. Los más importantes edificios y obras públicas de la ciudad de Roma (el Foro, la rampa imperial, el Circo Maximo, los palacios -el imperial del monte Palatino y la Domus Aurea de Nerón-, el teatro Marcelo, las termas de Caracalla, la basílica de Majencio, la Columna Trajana, los arcos de triunfo, las murallas, los acueductos, la Cloaca Maxima, etc.) se hicieron a escala colosal.

Colosalismo arquitectónico o arquitectura colosalista es la arquitectura que se desarrolla a una escala colosal. Se utiliza el adjetivo "colosal" (acuñado inicialmente en la escultura) para calificar un elemento arquitectónico de tamaño desproporcionado (sillares ciclópeos, órdenes gigantes o colosales) o un edificio o proyecto urbanístico de dimensiones gigantescas.
Se ha descrito como "una arquitectura de crecimiento sin fin e infinita verticalidad". Como parte de los programas artísticos del arte oficial, está estrechamente vinculada a la escenificación del poder político, contribuyendo a la manipulación política en cualquier régimen y época histórica; pero llegó a su versión más explícita durante el siglo XX con el arte de las dictaduras: Hitler confiaba en que "sólo tales obras pueden dar al pueblo la conciencia de ser iguales a cualquier otro gran país"; el fascismo italiano utilizó la vanguardia estética de forma alternativa: tanto el racionalismo como el colosalismo; muy semejante fue la estética de la Unión Soviética de Stalin.
Ejemplos de colosalismo se han dado en la historia de la arquitectura desde la Prehistoria (megalitismo) y la Alta Antigüedad (zigurat sumerios, templos y pirámides egipcias); y, a diferencia de la arquitectura griega clásica, caracterizada por el equilibrio de las proporciones y las dimensiones "a escala humana", en la helenística y muy particularmente en la ingeniería y la arquitectura de la Antigua Roma, que fue la que tuvo más trascendencia en la tradición arquitectónica occidental. También las arquitecturas de la América prehispánica y de las civilizaciones orientales, como la china o la india manifestaron una tendencia semejante.
En la arquitectura medieval, especialmente con la gótica, el colosalismo se expresó en una búsqueda de la altura (bóvedas, torres). Los arquitectos del Renacimiento, como Bramante y Miguel Ángel, procuraban expresar a través del colosalismo su interpretación de la gravitas romana. La arquitectura barroca y neoclásica intensificaron más aún la tendencia al colosalismo. En la arquitectura de la Edad Contemporánea las posibilidades técnicas que proporciona la Revolución Industrial (arquitectura del hierro y del cristal) permitieron, a partir de la escuela de Chicago la construcción masiva de un tipo de edificio (los rascacielos) cuya altura desproporcionada exigía un replanteamiento total de los conceptos de ciudad y movilidad (vertical -el ascensor- y horizontal -el automóvil y el transporte público masivo-, ambas innovaciones propias de la Segunda Revolución Industrial).
En las grandes superproducciones cinematográficas (desde Intolerancia hasta Los diez mandamientos o Cleopatra), el colosalismo arquitectónico de los decorados contribuyó a la espectacularidad. La acumulación de decorados de películas anteriores permitió rodar el incendio de Atlanta en Lo que el viento se llevó. En el cine posterior, la sofisticación de los efectos especiales y, por último, las simulaciones informáticas, hicieron innecesaria la construcción de decorados colosales.

## Ejemplos
Edad Antigua

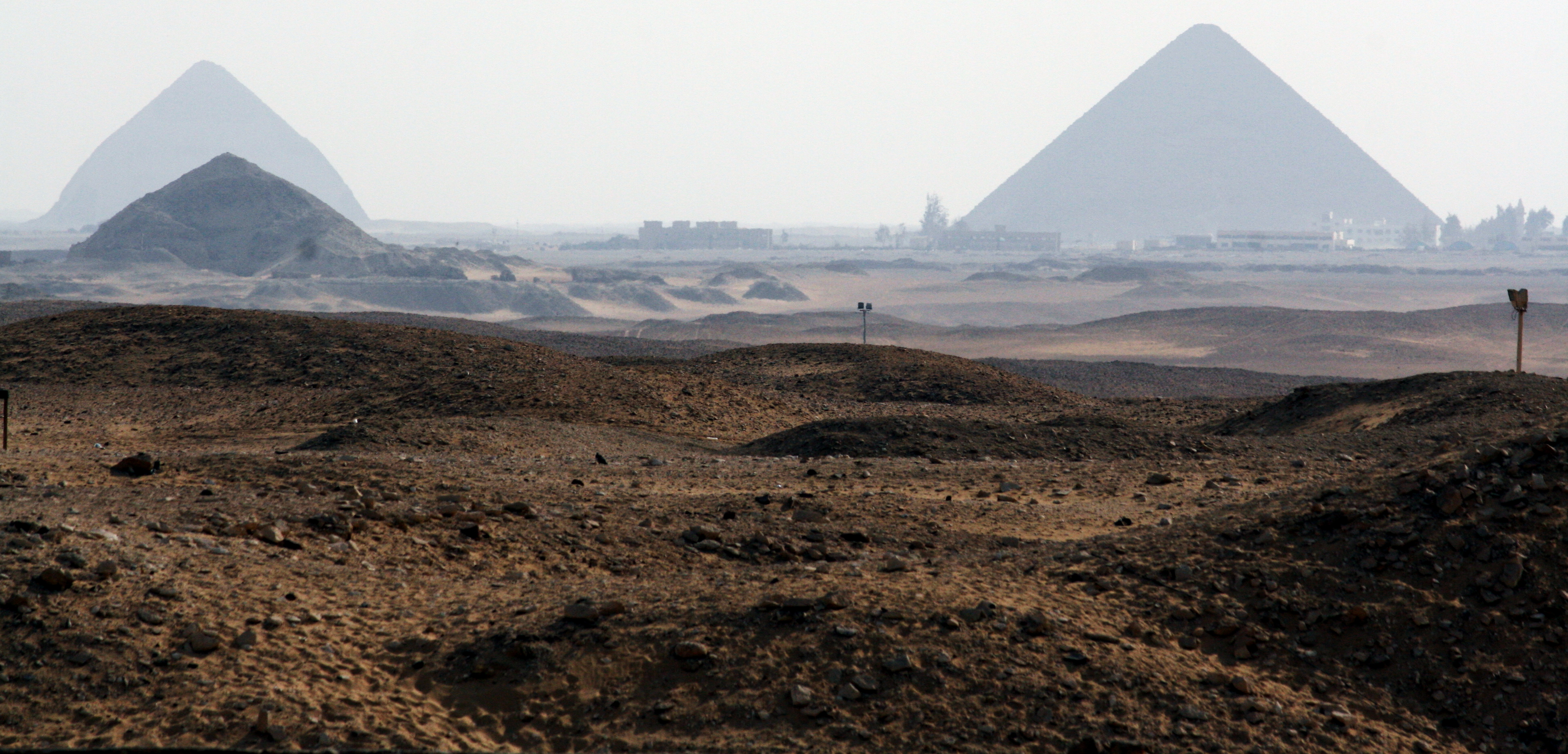
Pirámides de Saqqara (la de Zoser se atribuye a Imhotep, ca. 2650 a. C.) Las de Giza fueron más altas, permaneciendo la Gran Pirámide (146 m) como estructura más alta construida hasta las torres de las catedrales europeas de finales de la Edad Media.
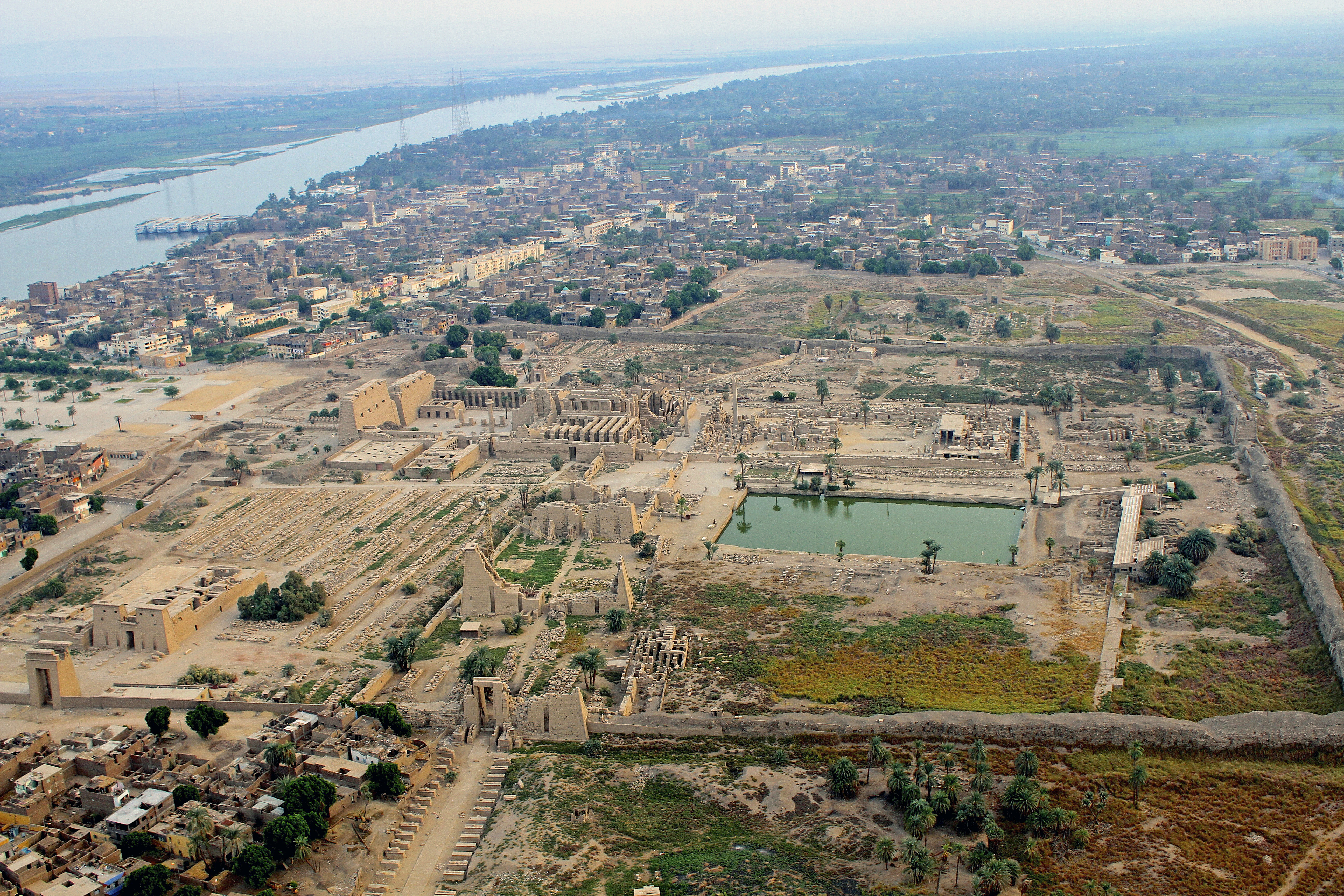
Complejo de los templos de Karnak (construido y reconstruido a lo largo de toda la historia de Egipto).
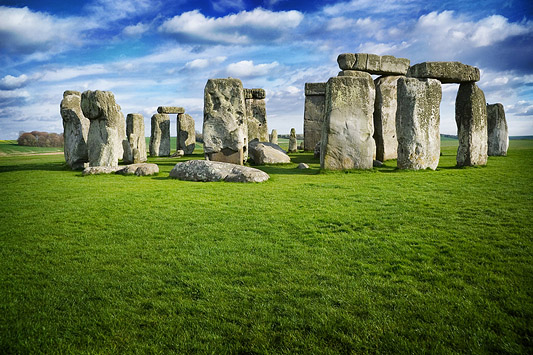
Stonehenge, III milenio a. C. (sobre construcciones anteriores).
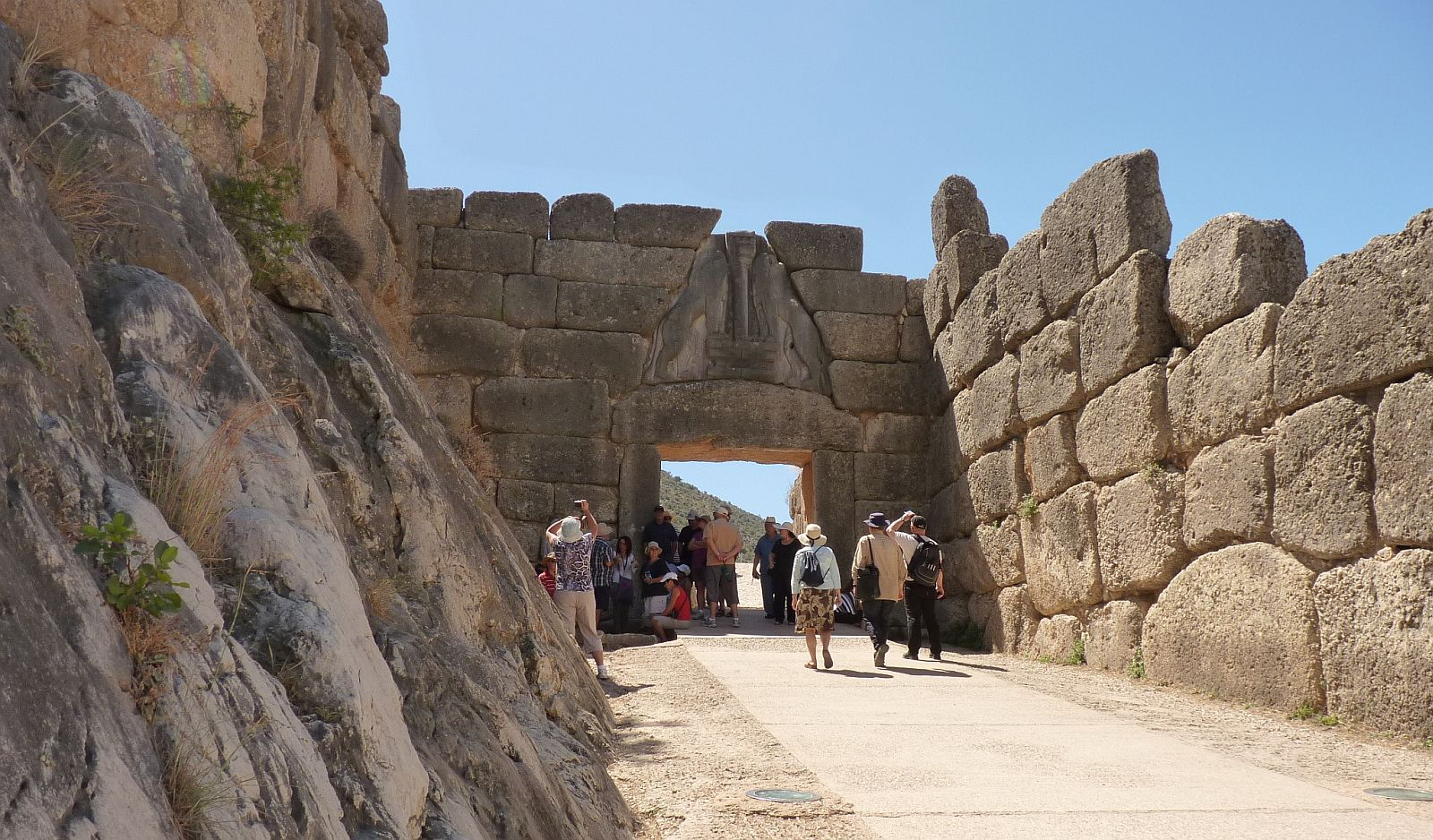
Muros ciclópeos de Micenas, II milenio a. C (sobre construcciones anteriores).
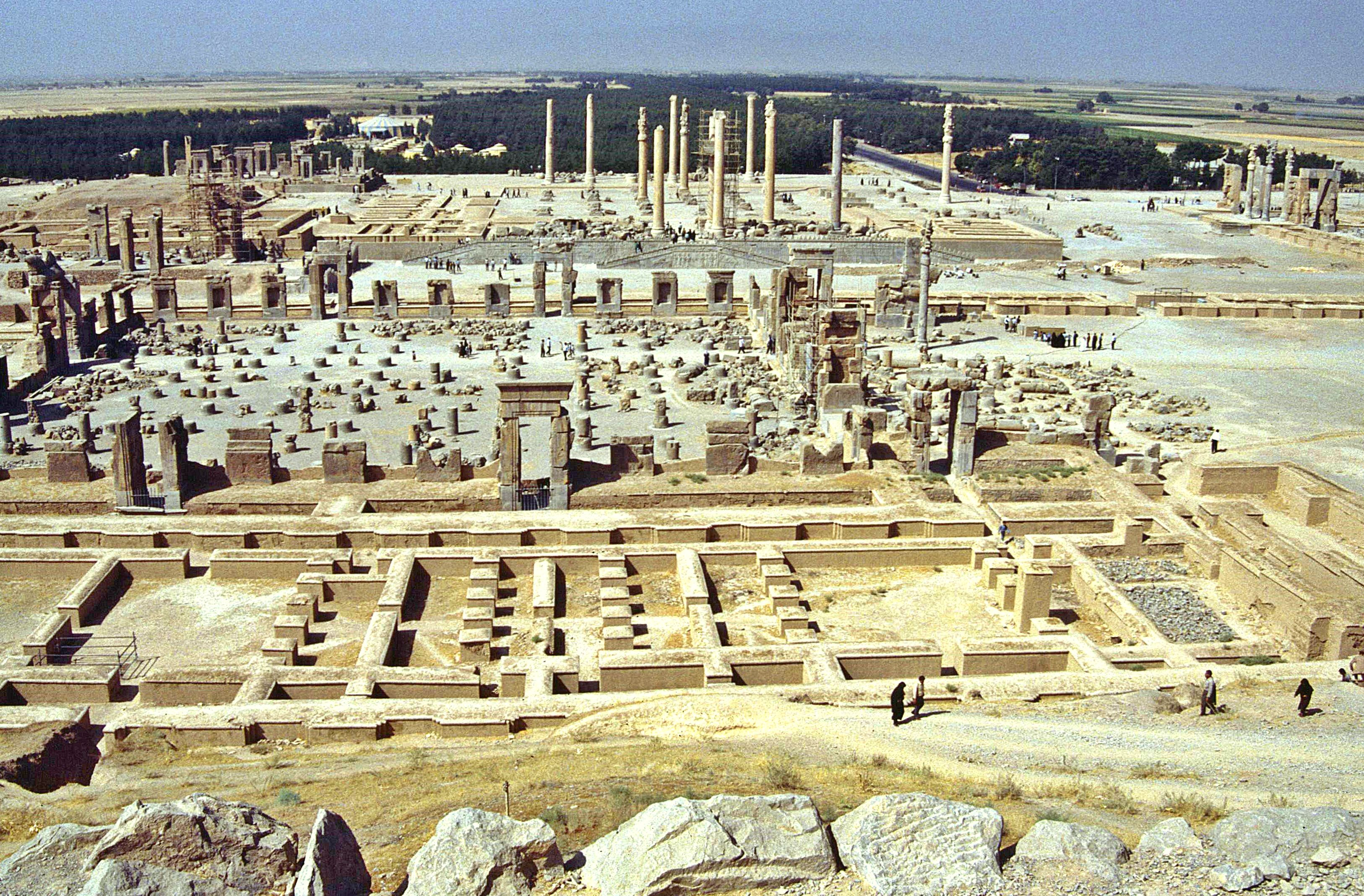
Persépolis, 509-424 a. C.
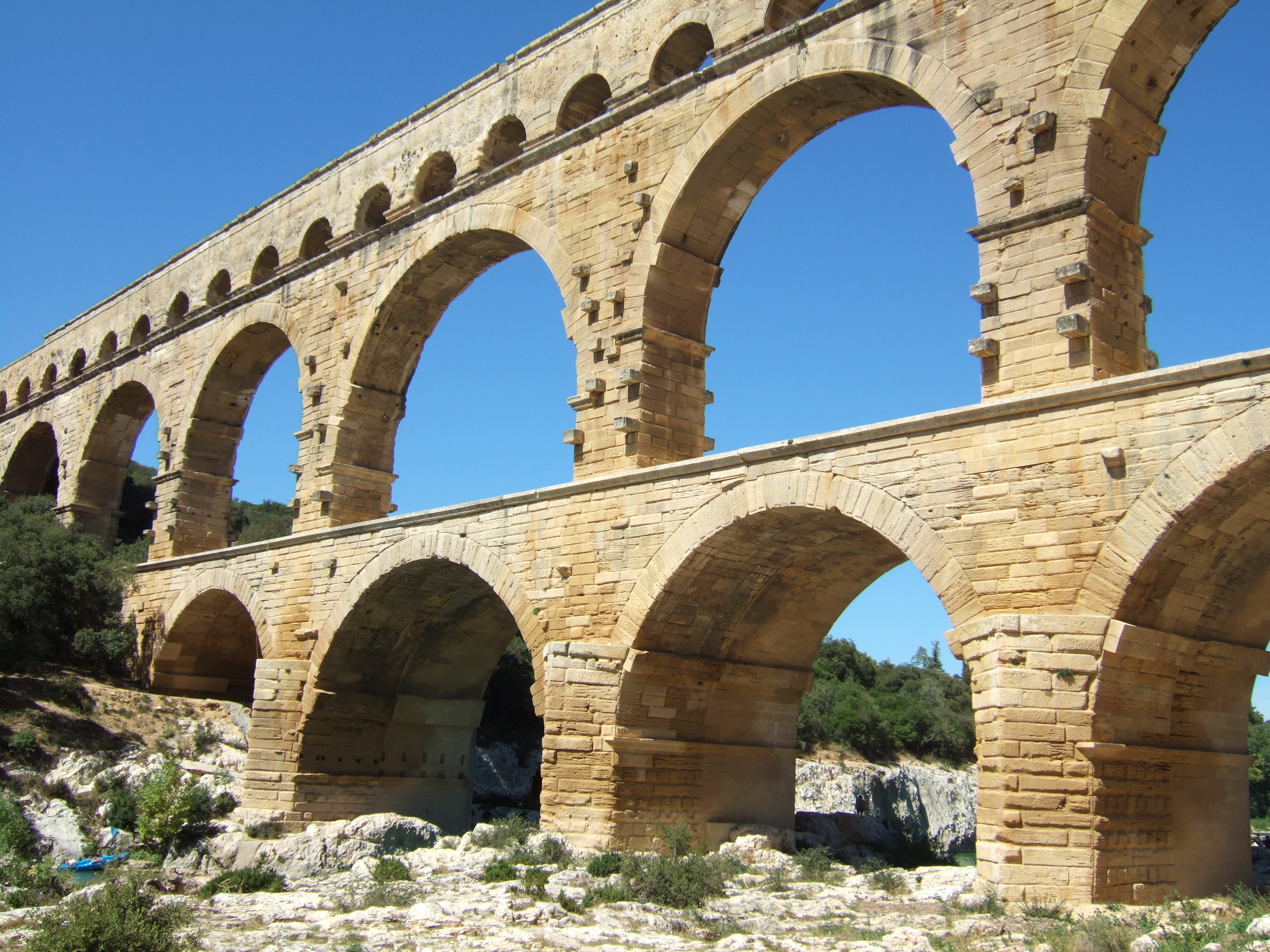
Puente-acueducto romano de Pont du Gard, siglo I.
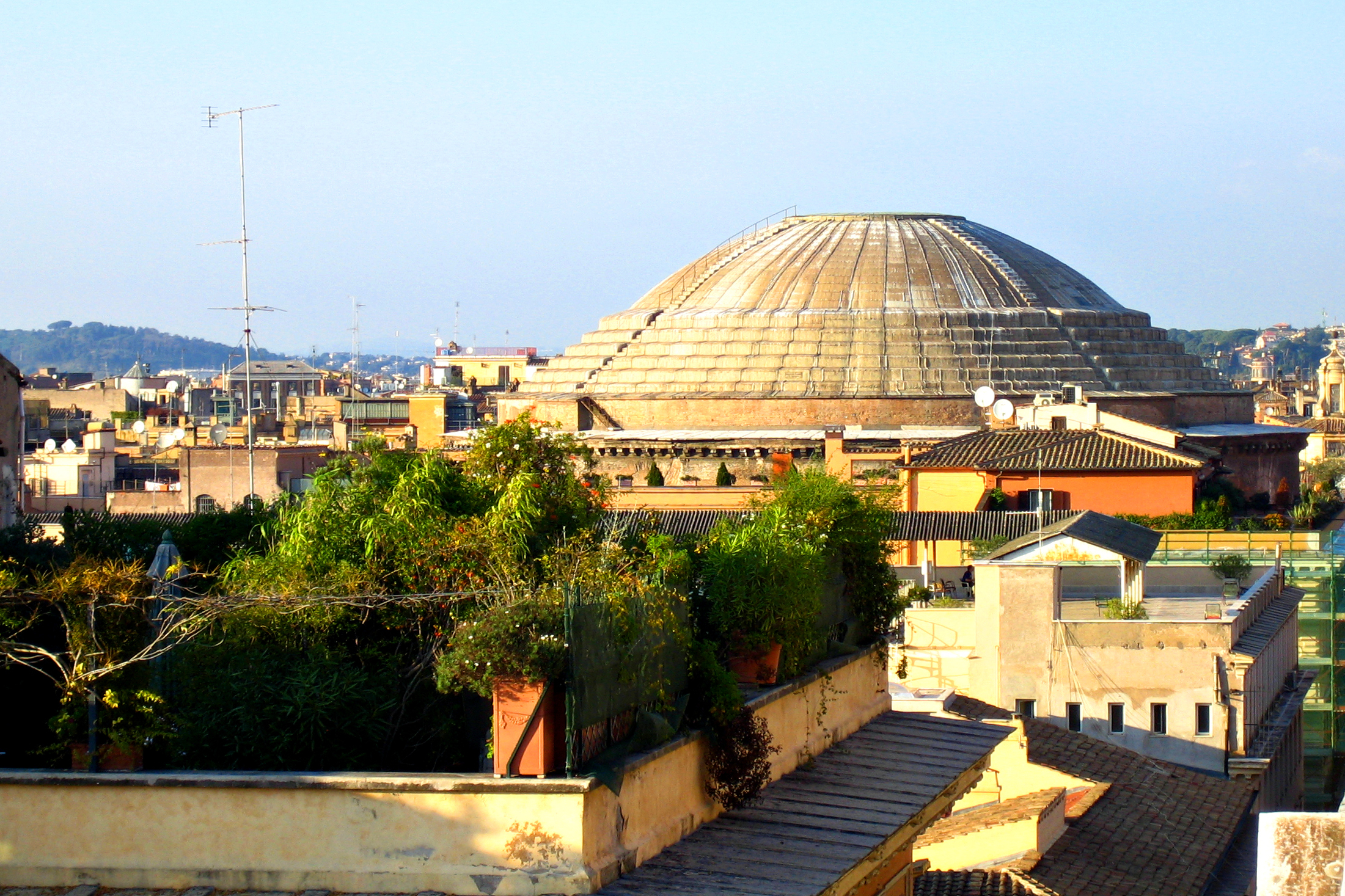
Cúpula del Panteón de Roma, 118-125 (se ha atribuido a Apolodoro de Damasco). La altura es igual al diámetro (43,44 ó 43,30 m).

Civilizaciones orientales y americanas prehispánicas

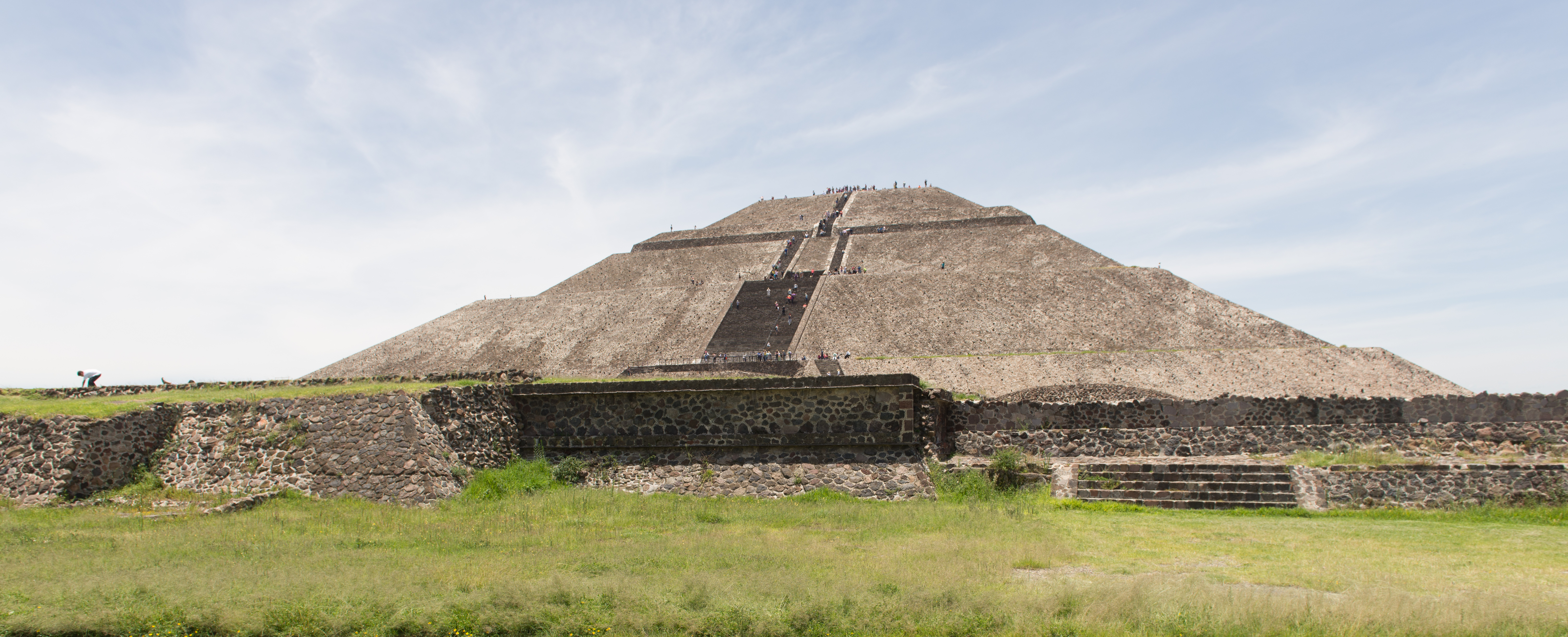
Pirámide del Sol en Teotihuacán (64 m, aunque posiblemente llegó a superar los 75), del siglo I a mediados del II.
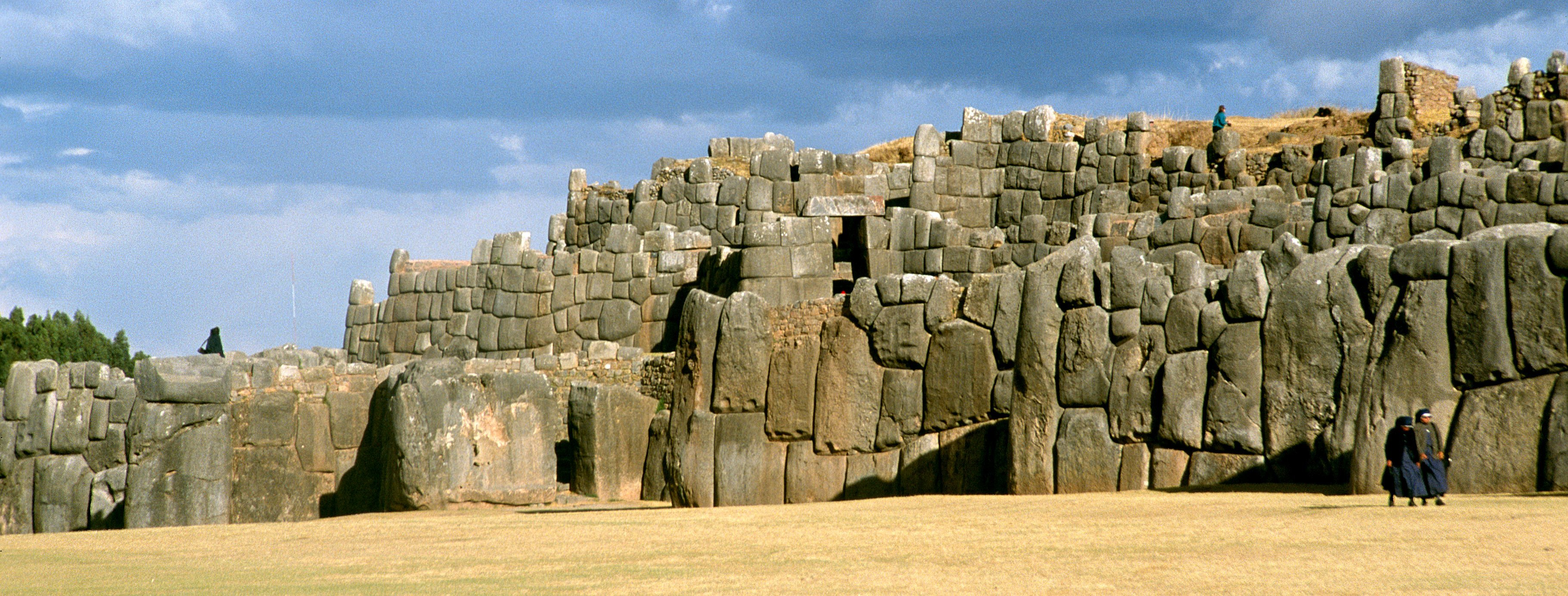
Muros ciclópeos de Sacsahuamán, del siglo XV hasta comienzos del XVI.
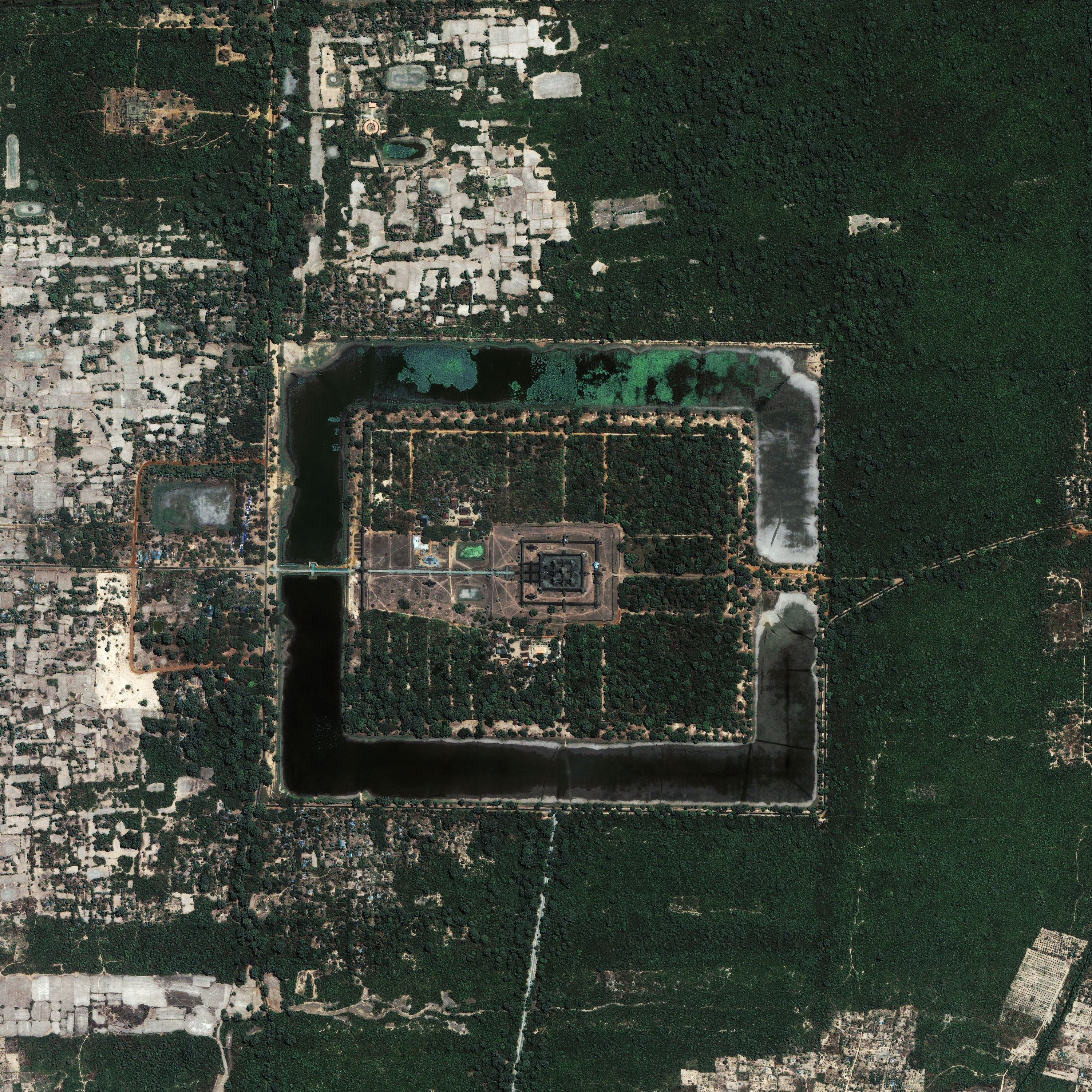
Imagen de satélite de Angkor Wat, 1113-1150. Está rodeada por un lago de 3,6 km de perímetro. Su torre central se levanta 42 m sobre el templo (65 m sobre el nivel de base).
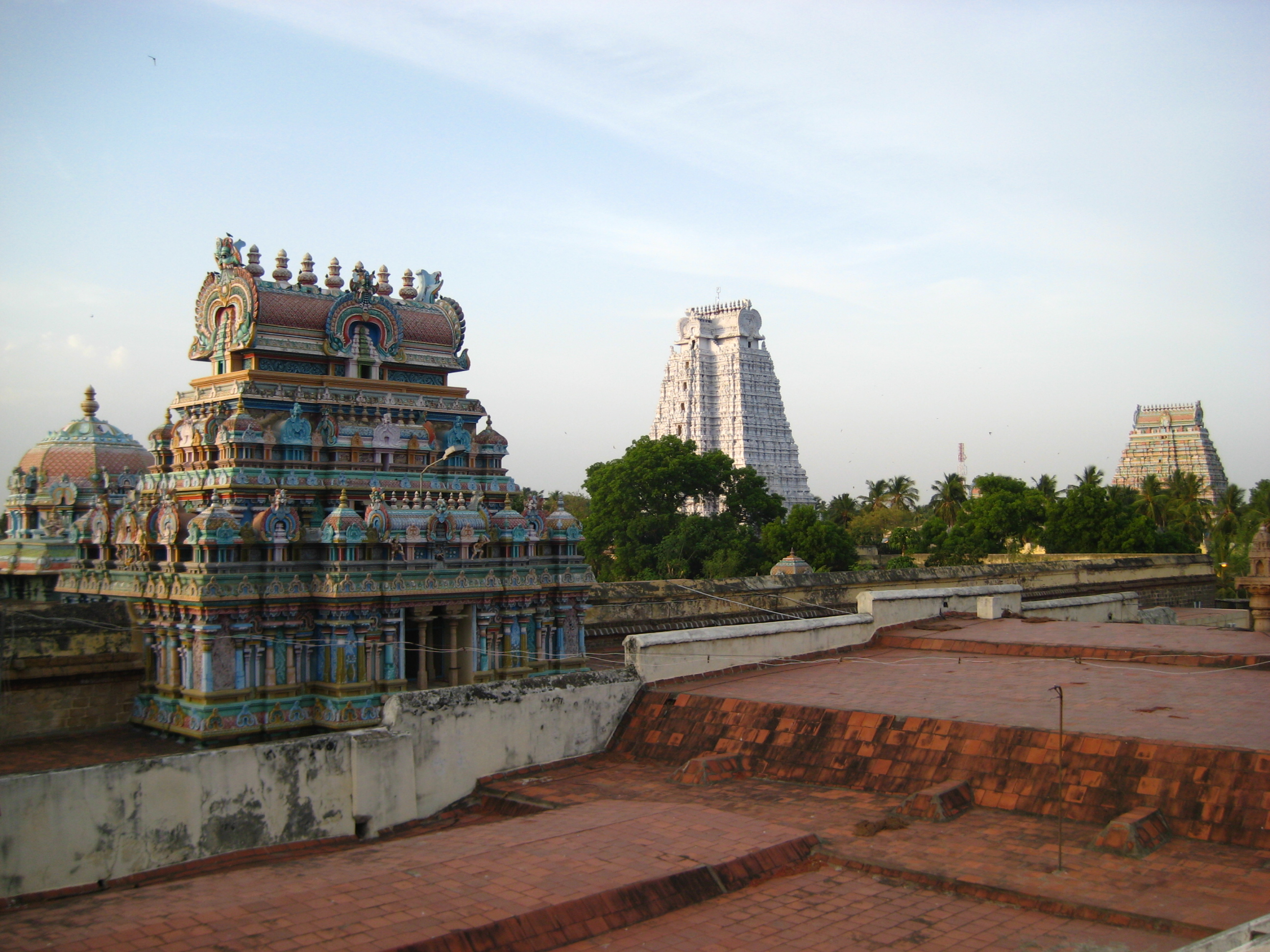
Vista de los gopuram del templo de Ranganathasvamy (Sri Rangam).
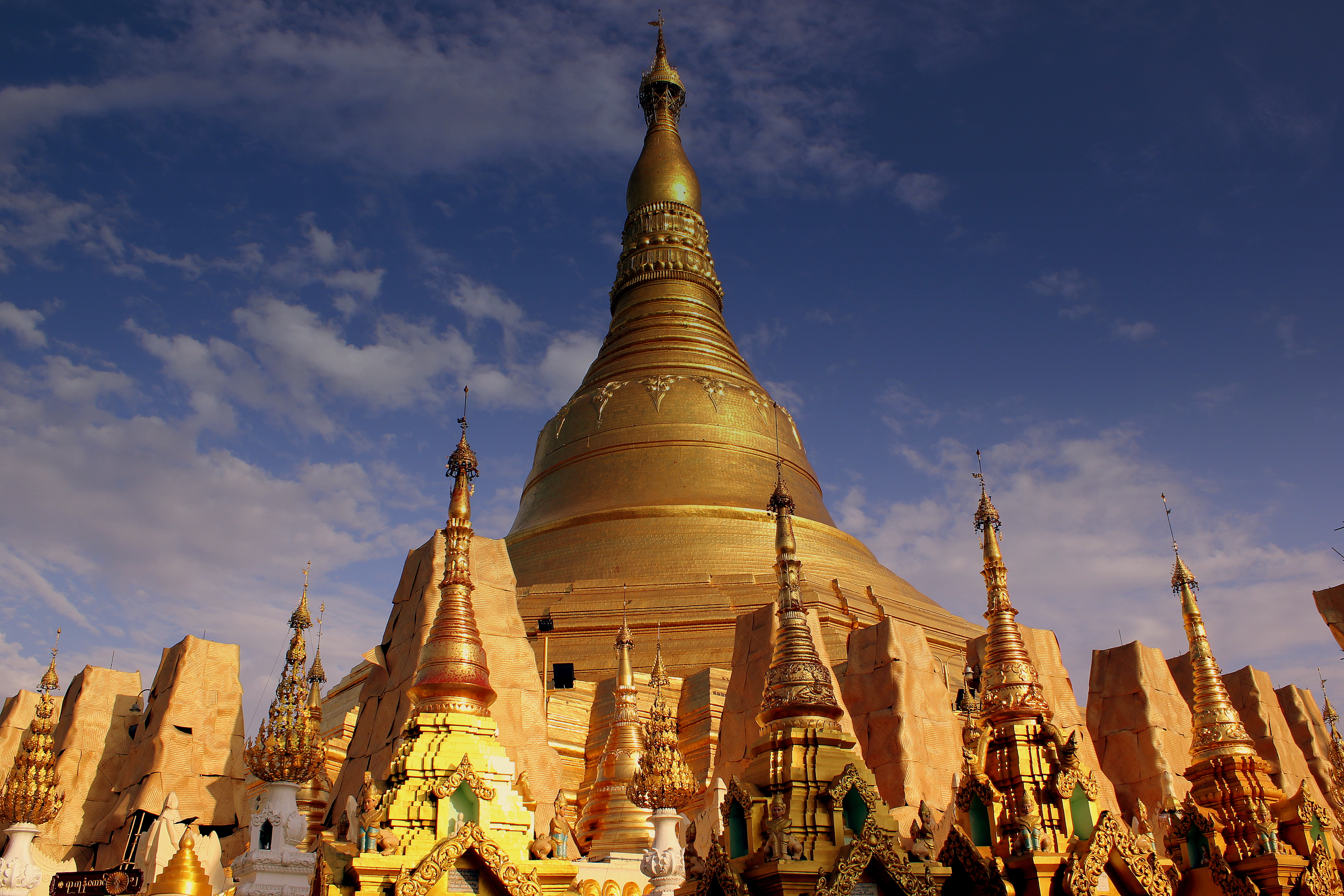
Pagoda o stupa de Shwedagon.
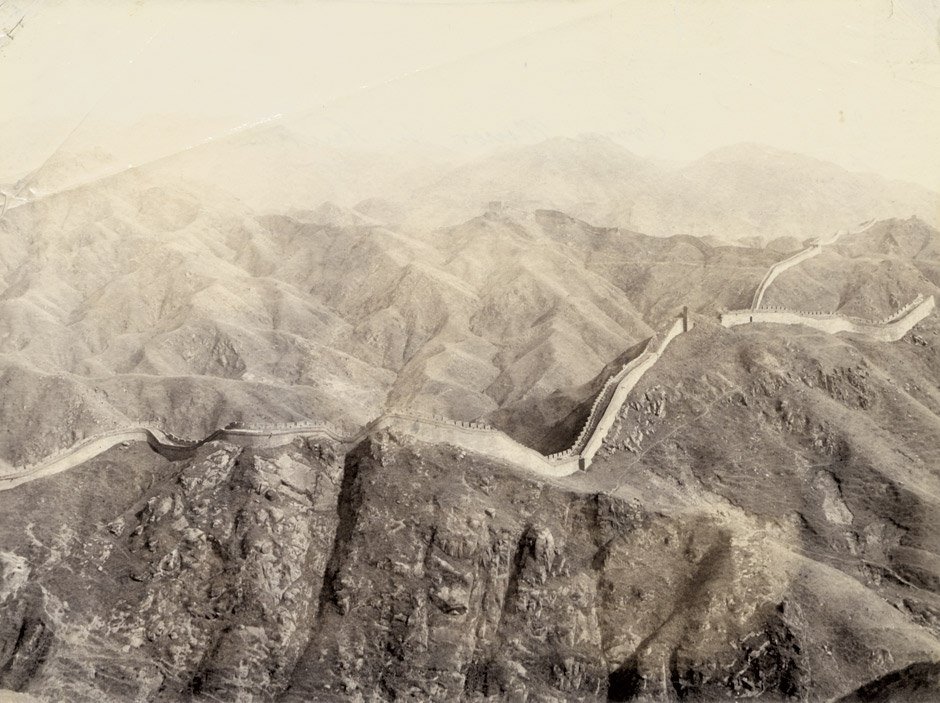
Gran Muralla China.
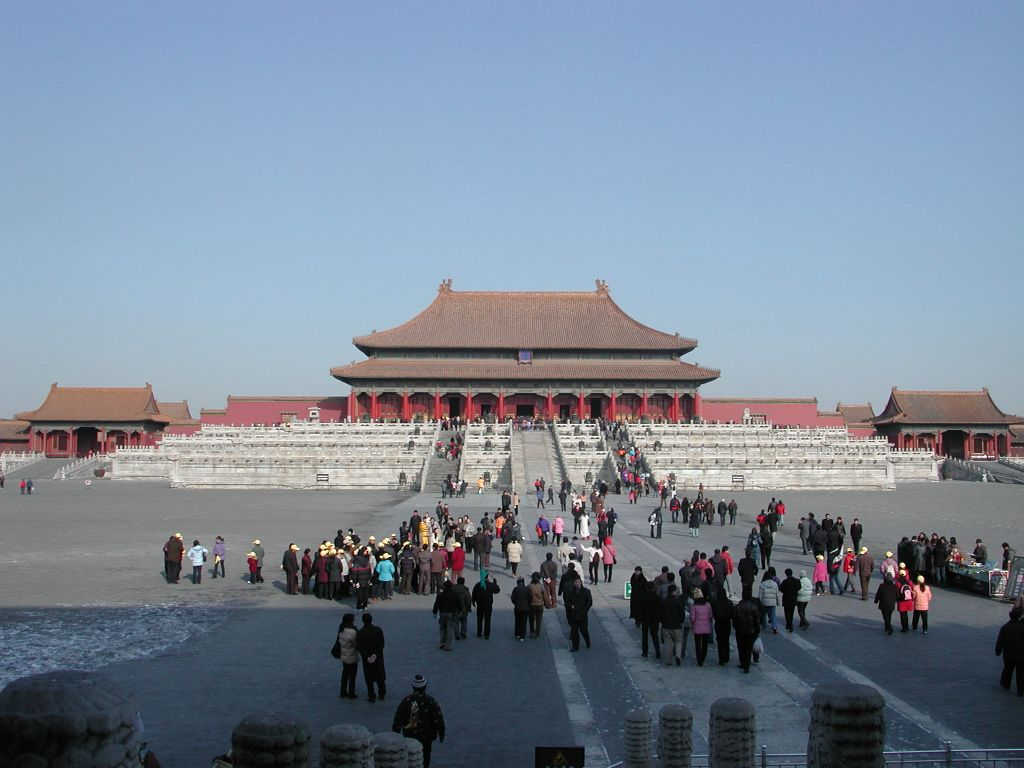
Palacio de la Suprema Armonía dentro de la Ciudad Prohibida.
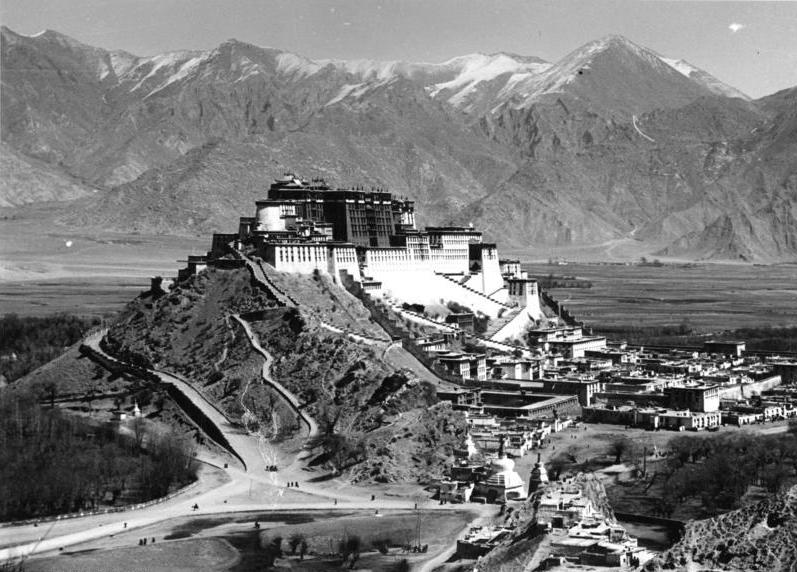
Palacio-templo de Potala.
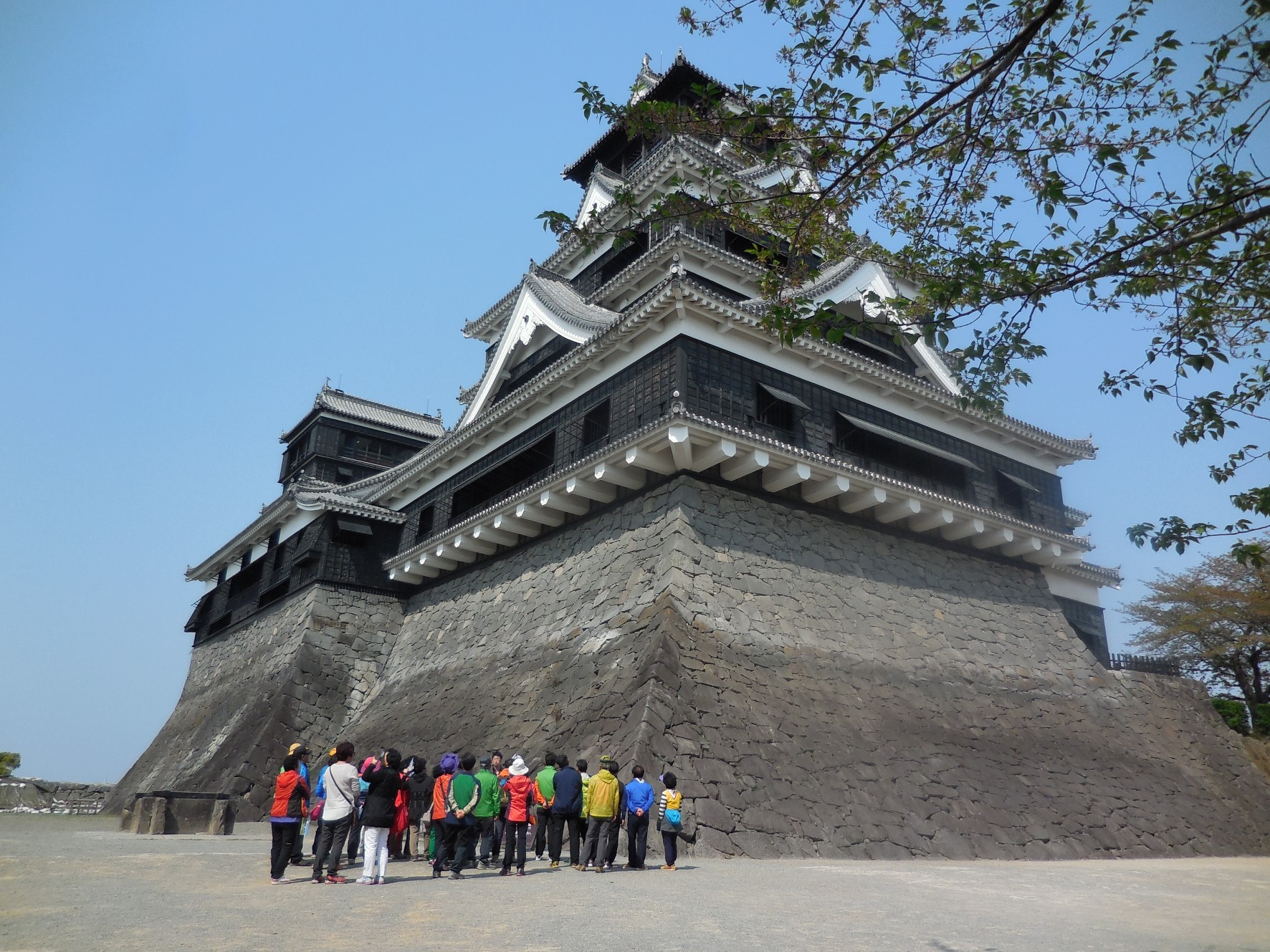
Kumamoto-jo, 1469-1487, ampliado entre 1591-1610.

Edad Media

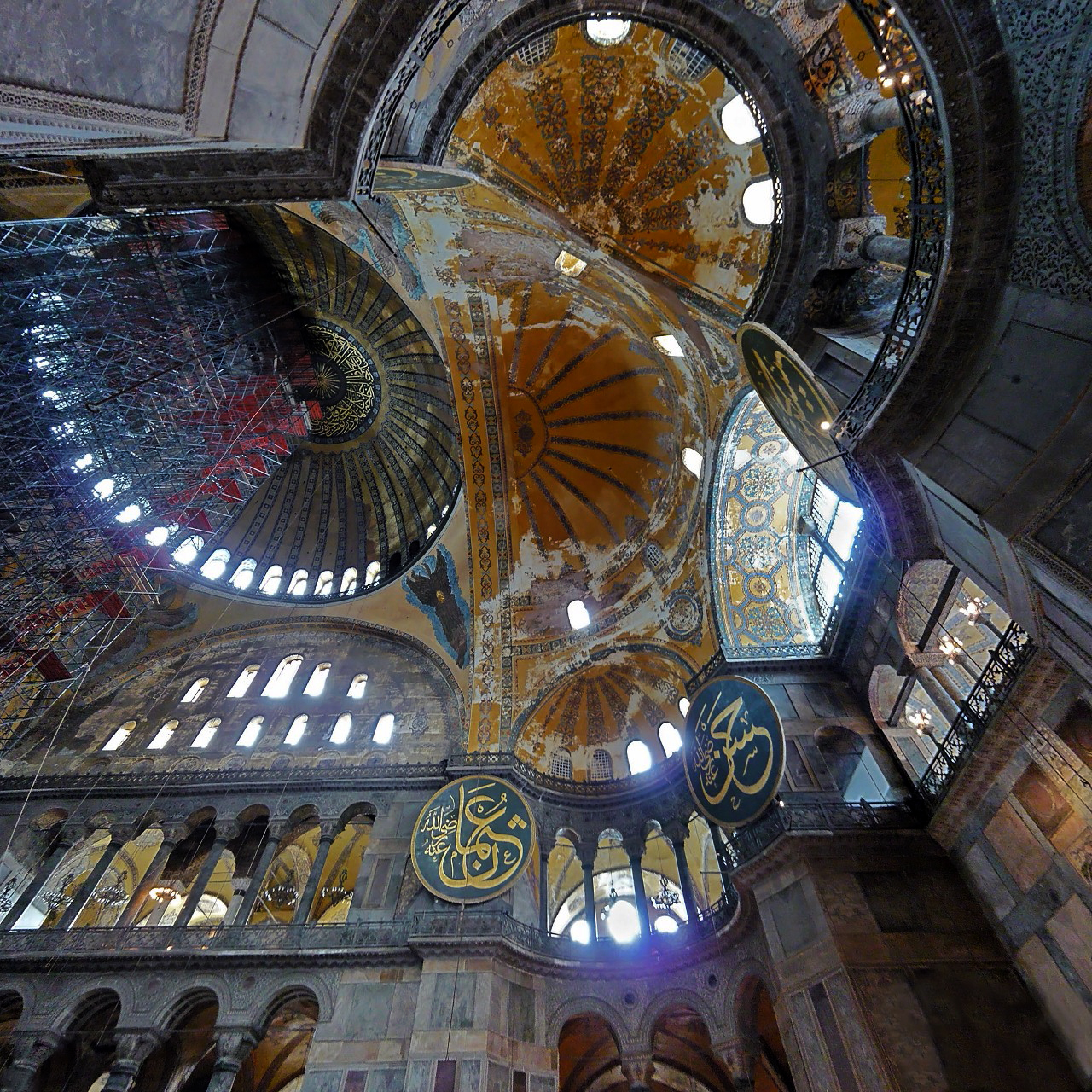
Hagia Sofia, Isidoro de Mileto y Antemio de Tralles, 532-537. La cúpula, derribada en el terremoto de 557, se replanteó por Isidoro el Joven[10] (562) quedando con una altura interior de 55,6 m y un diámetro de entre 32,7 y 33,5 m.
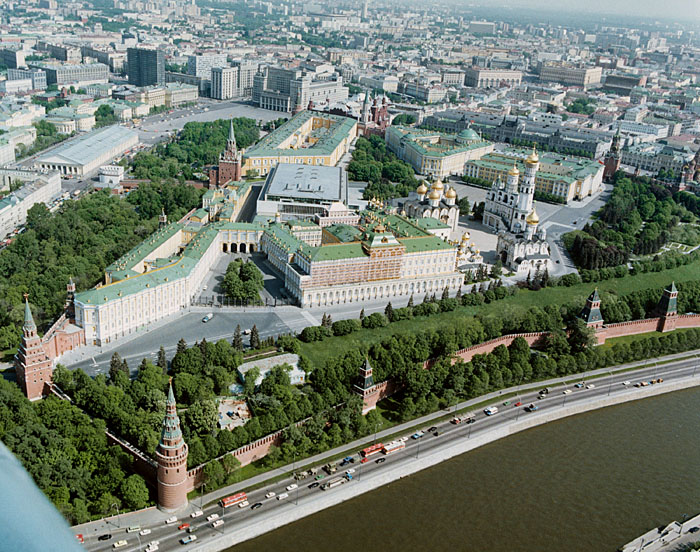
Kremlin de Moscú. Levantado como grad (fortaleza eslava) en la confluencia de dos ríos en el siglo XI (aunque, como casi todos los castillos, el lugar había sido utilizado con fines defensivos desde mucho antes), fue destruido en 1237 y reconstruido desde 1339.
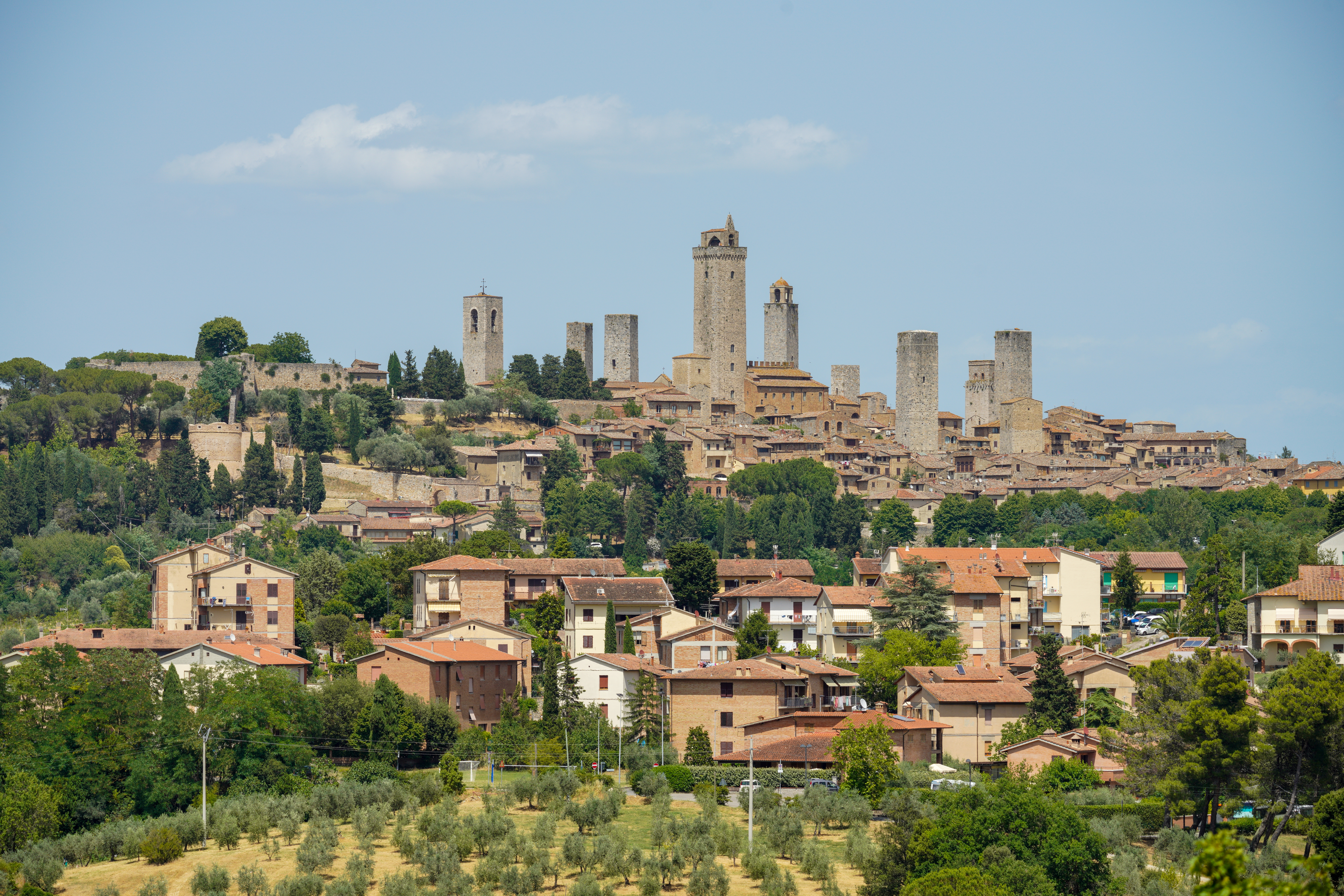
San Gimignano.
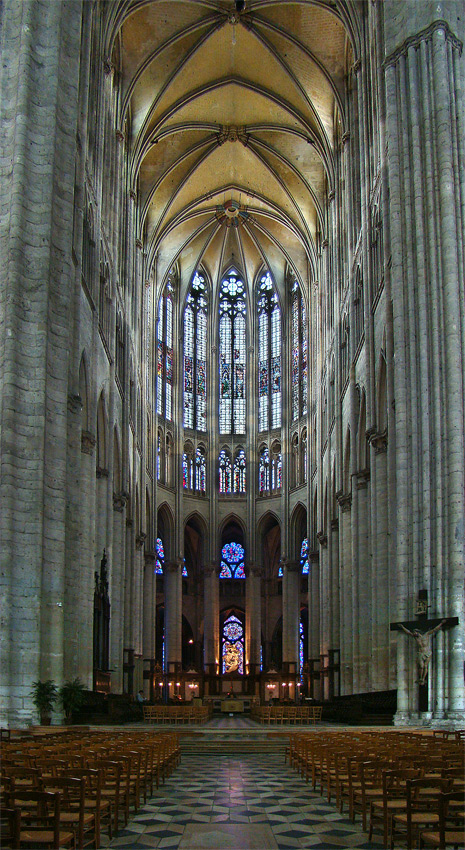
Nave central de la catedral de Beauvais, en construcción desde 1225. Se planteó como la más alta de su tiempo (48 m), y sufrió distintos accidentes (dado por terminado el coro en 1272, se derrumbó en 1284). También su torre, culminada en 1569, fue la más alta (153 m) pero se derrumbó en 1573.
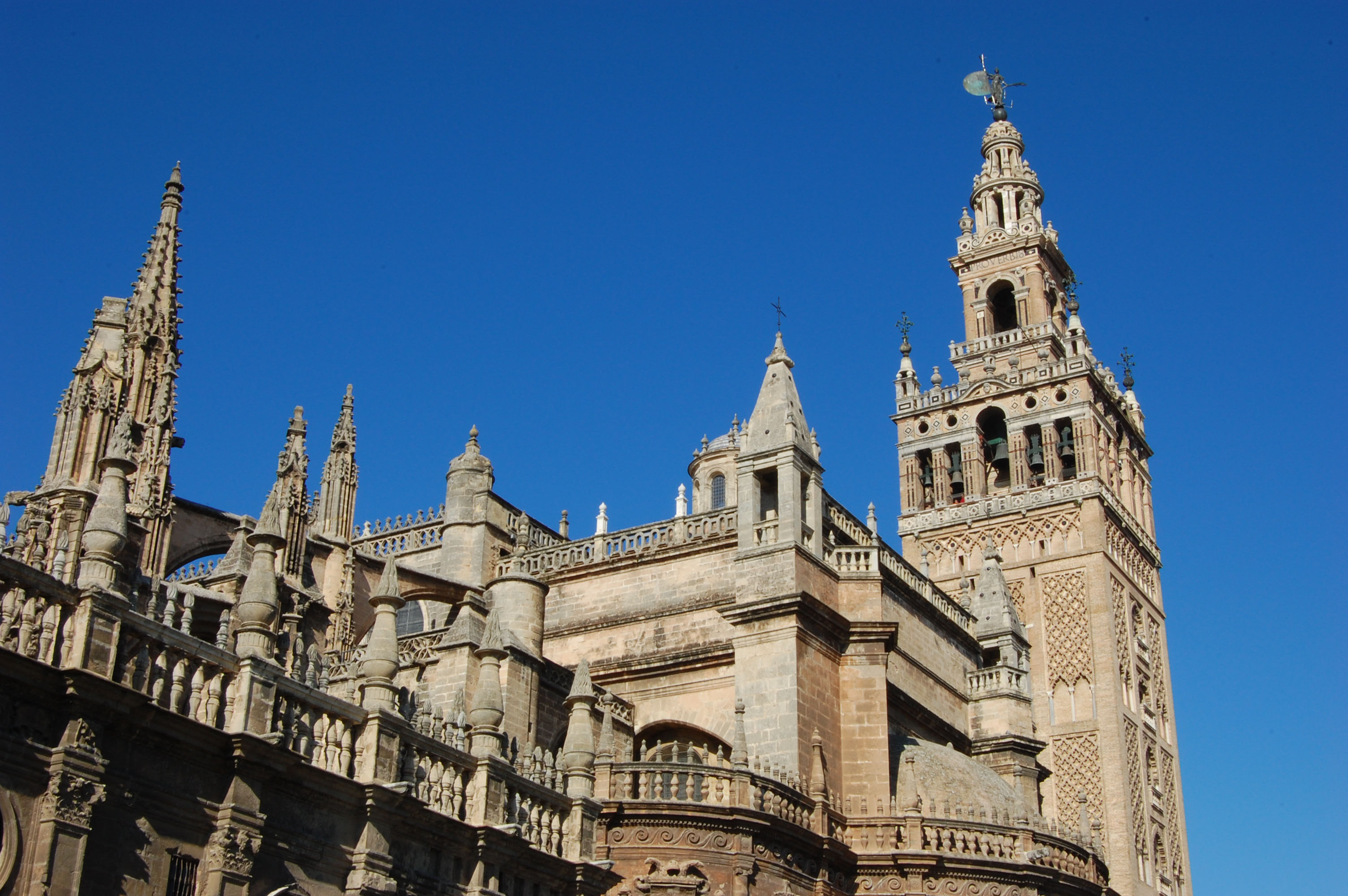
Catedral de Sevilla, 1403-1593. Es el edificio gótico de mayor superficie (23.457 m2), y el tercer templo cristiano (tras San Pedro de Roma y San Pablo de Londres). La Giralda (101 m) es su torre-campanario, cuya base es la torre-alminar de la anterior mezquita mayor, 1172-1198.

Edad Moderna

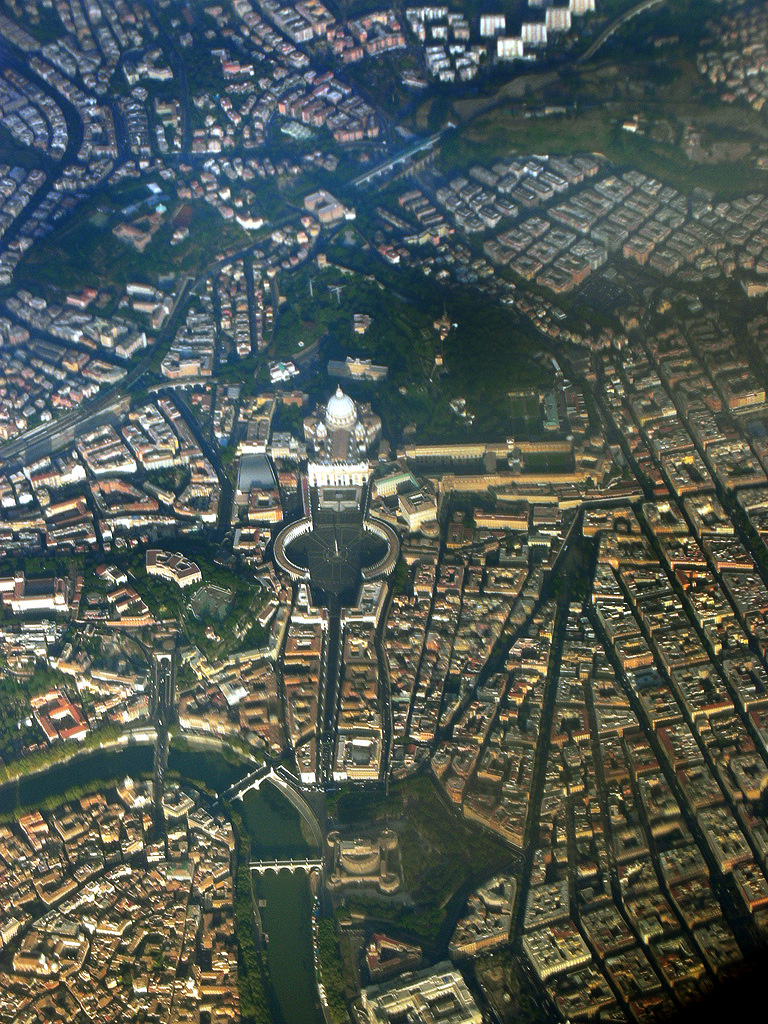
Vista aérea de la zona de Roma donde se sitúa la Ciudad del Vaticano, con la Plaza de San Pedro. La antigua basílica fue reconstruida desde comienzos del siglo XVI, con intervención, entre otros, de Bramante, Miguel Ángel, Maderno y Bernini. Los desmesurados gastos estuvieron en el origen de la Reforma protestante.
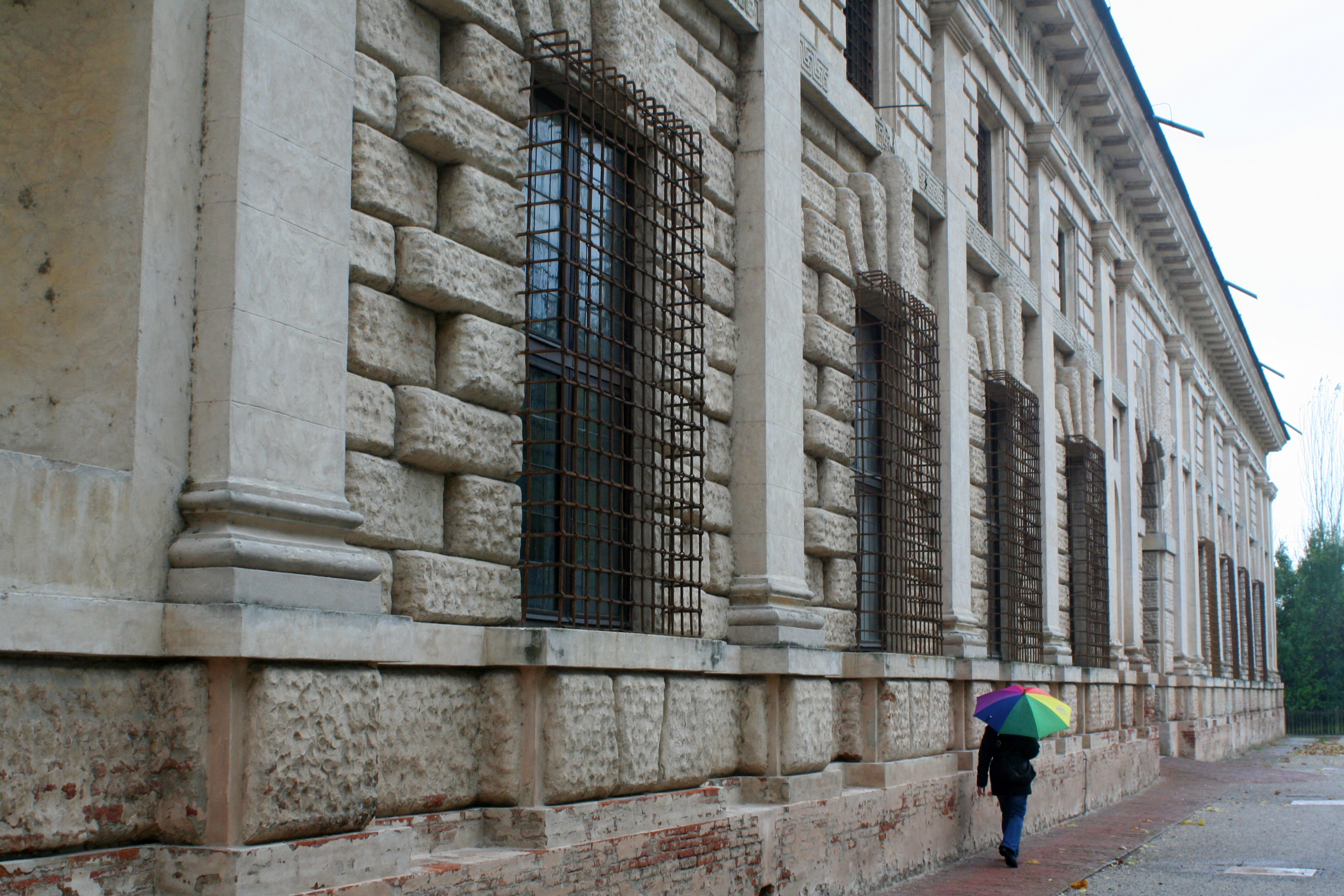
Palazzo Te, Giulio Romano, 1524-1534.
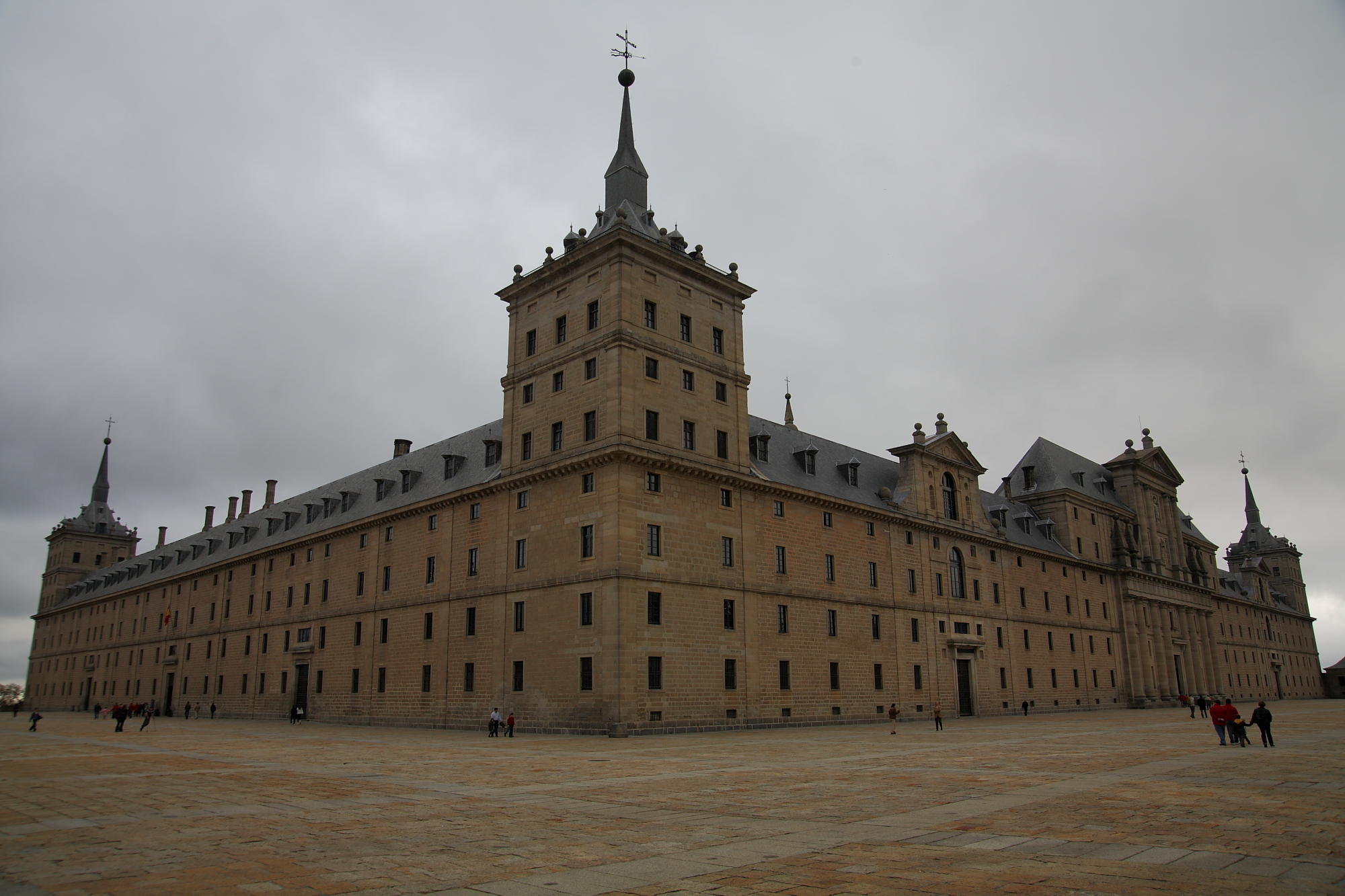
Monasterio de El Escorial, Juan Bautista de Toledo y Juan de Herrera, 1561-1584.
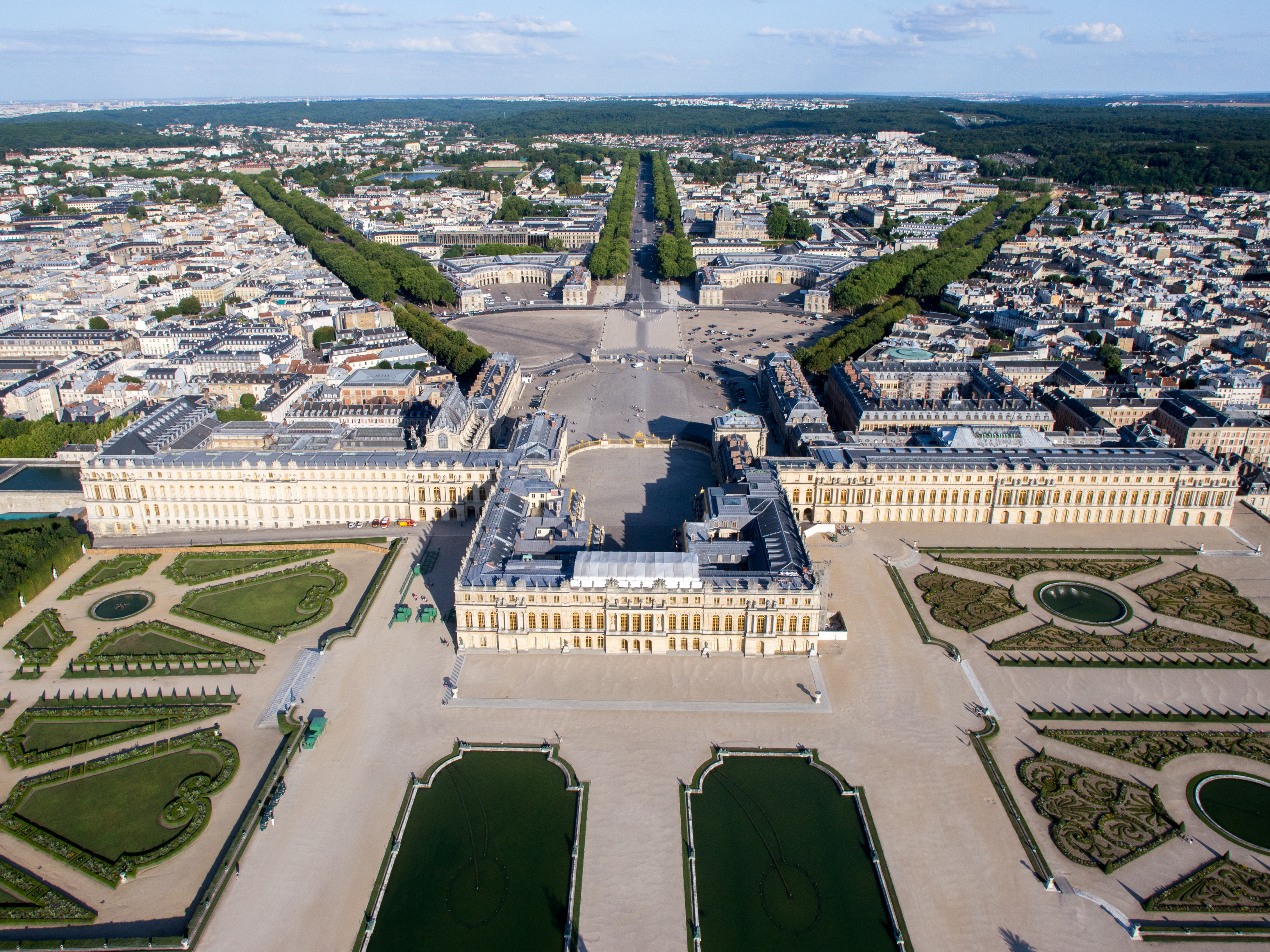
Château de Versailles, Louis Le Vau, 1668-1678.
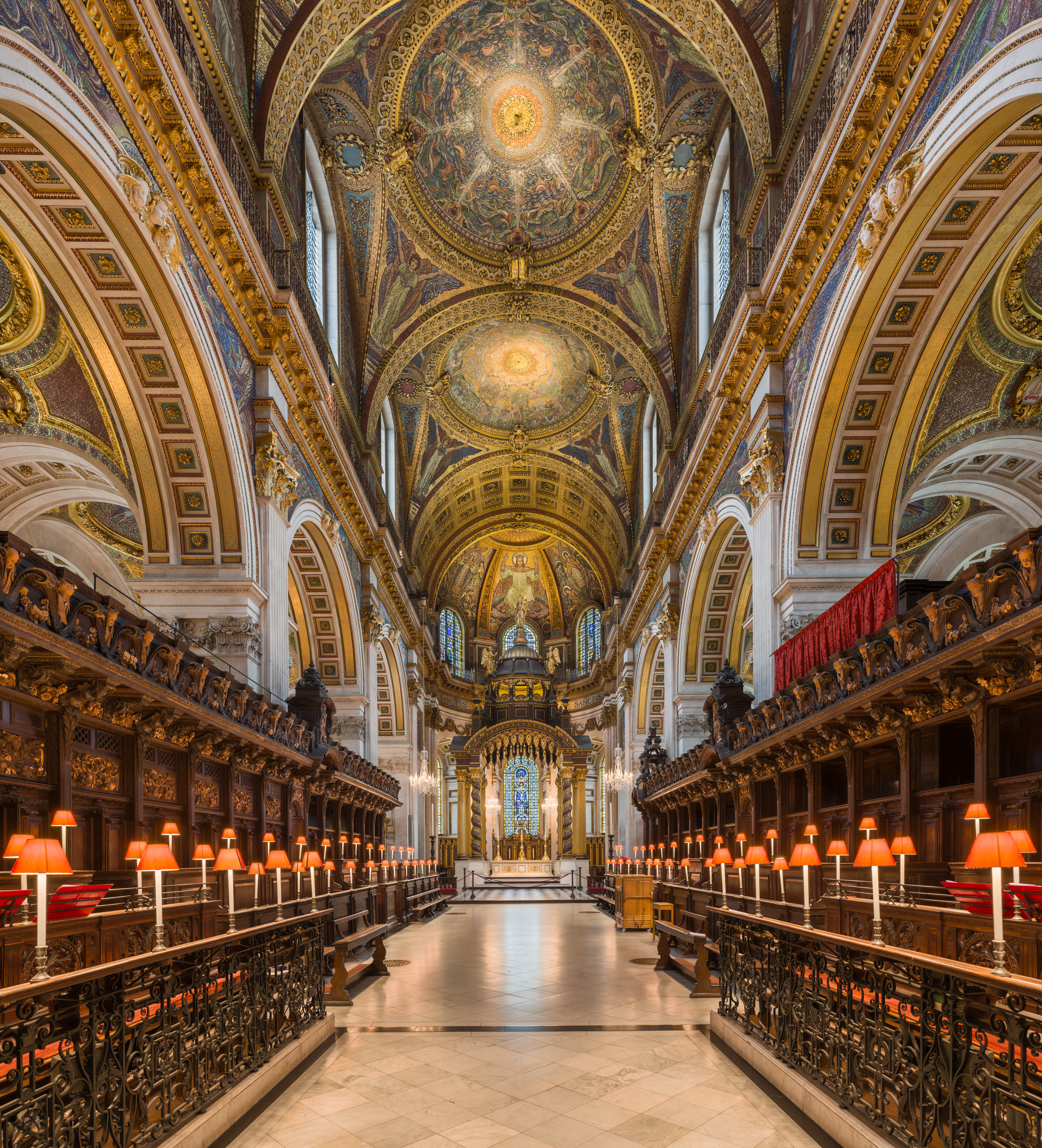
Interior de San Pablo de Londres, Christopher Wren, 1675-1720.

Edad Contemporánea

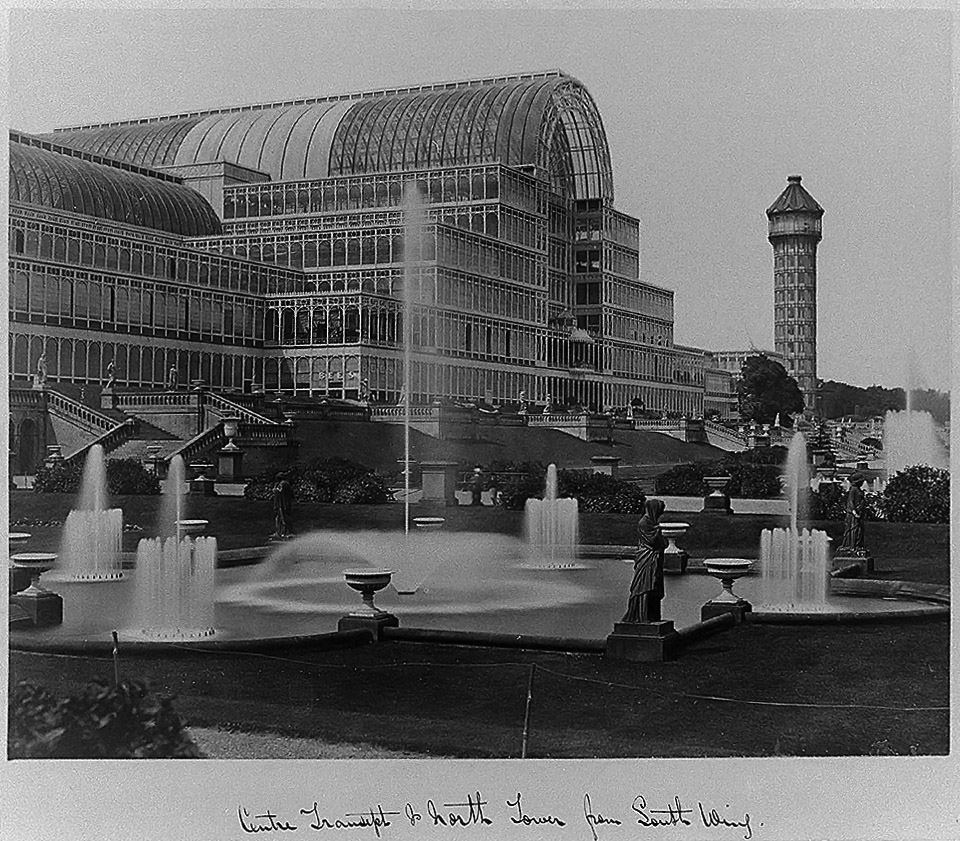
Crystal Palace, Joseph Paxton, 1851.
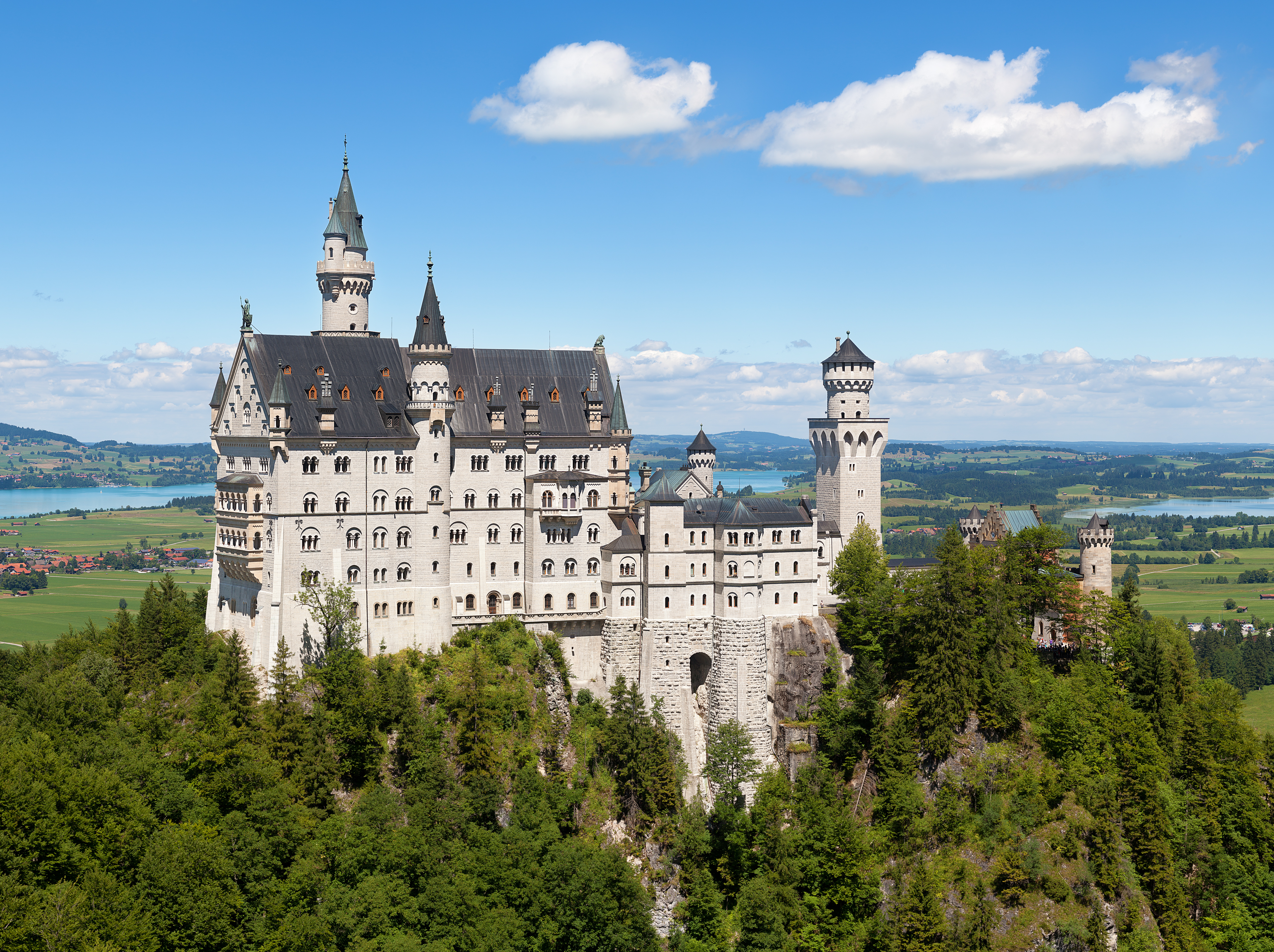
Schloss Neuschwanstein, Christian Jank, 1869-1886.
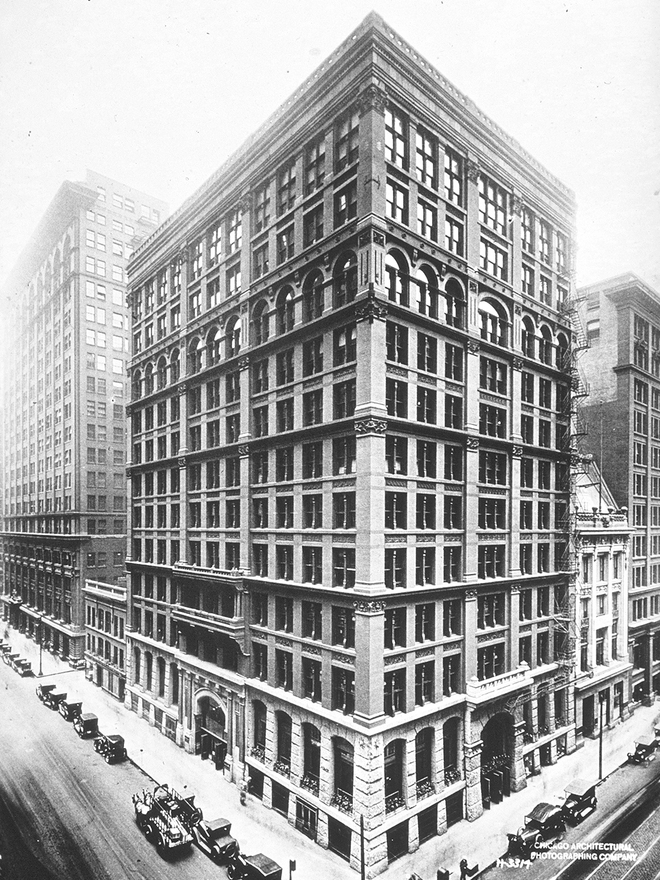
Home Insurance Building, William Le Baron Jenney, 1885.
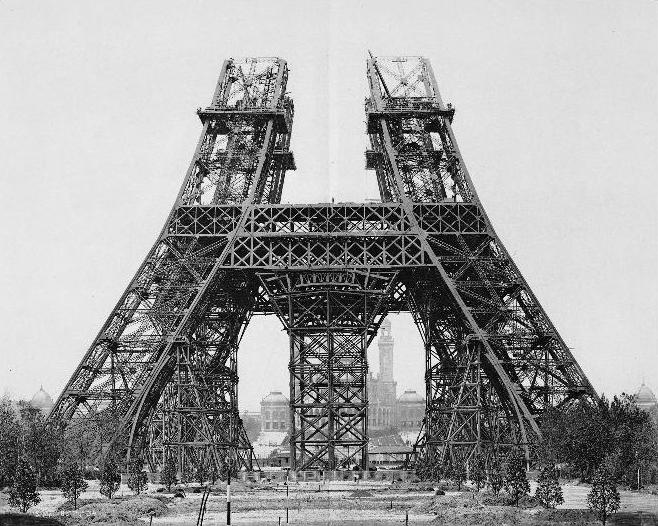
Construcción de la Tour Eiffel, Gustave Eiffel, 1889. Con sus 300 m, destronó al obelisco del Monumento a Washington (1884, 169 m) como la estructura más alta del mundo, marca que mantuvo hasta 1930, cuando fue superada por los rascacielos de Nueva York.
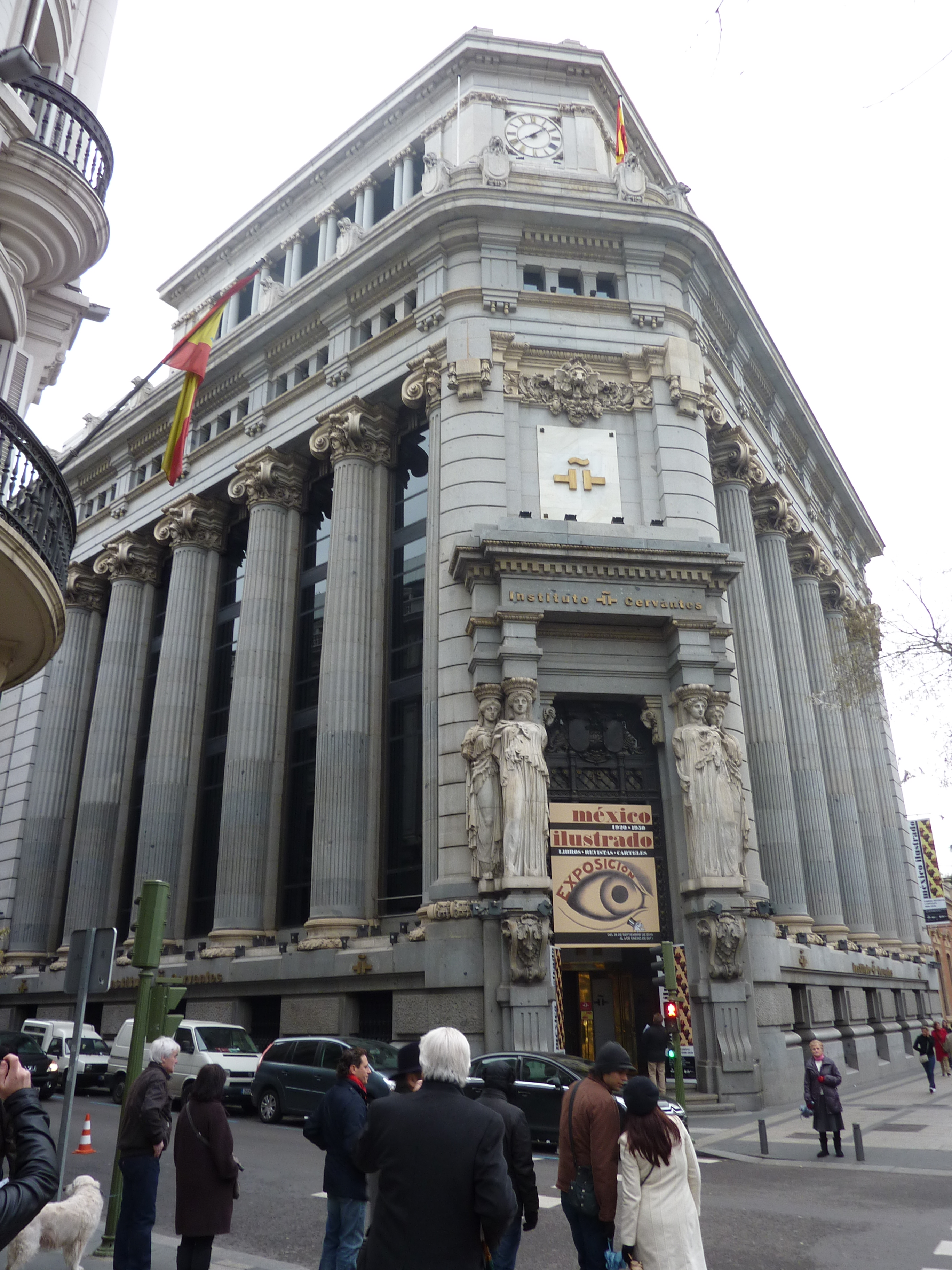
Edificio de las Cariátides, Antonio Palacios y Joaquín Otamendi, 1918.
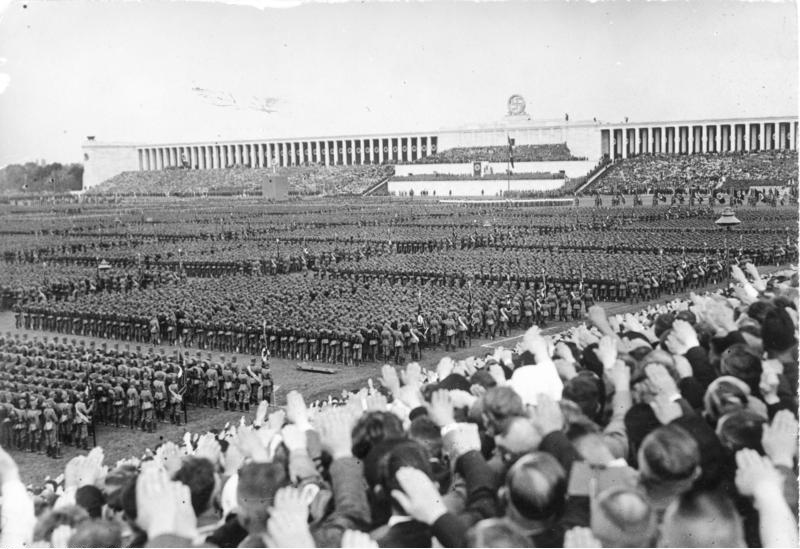
Campo Zeppelín, Albert Speer, 1934.
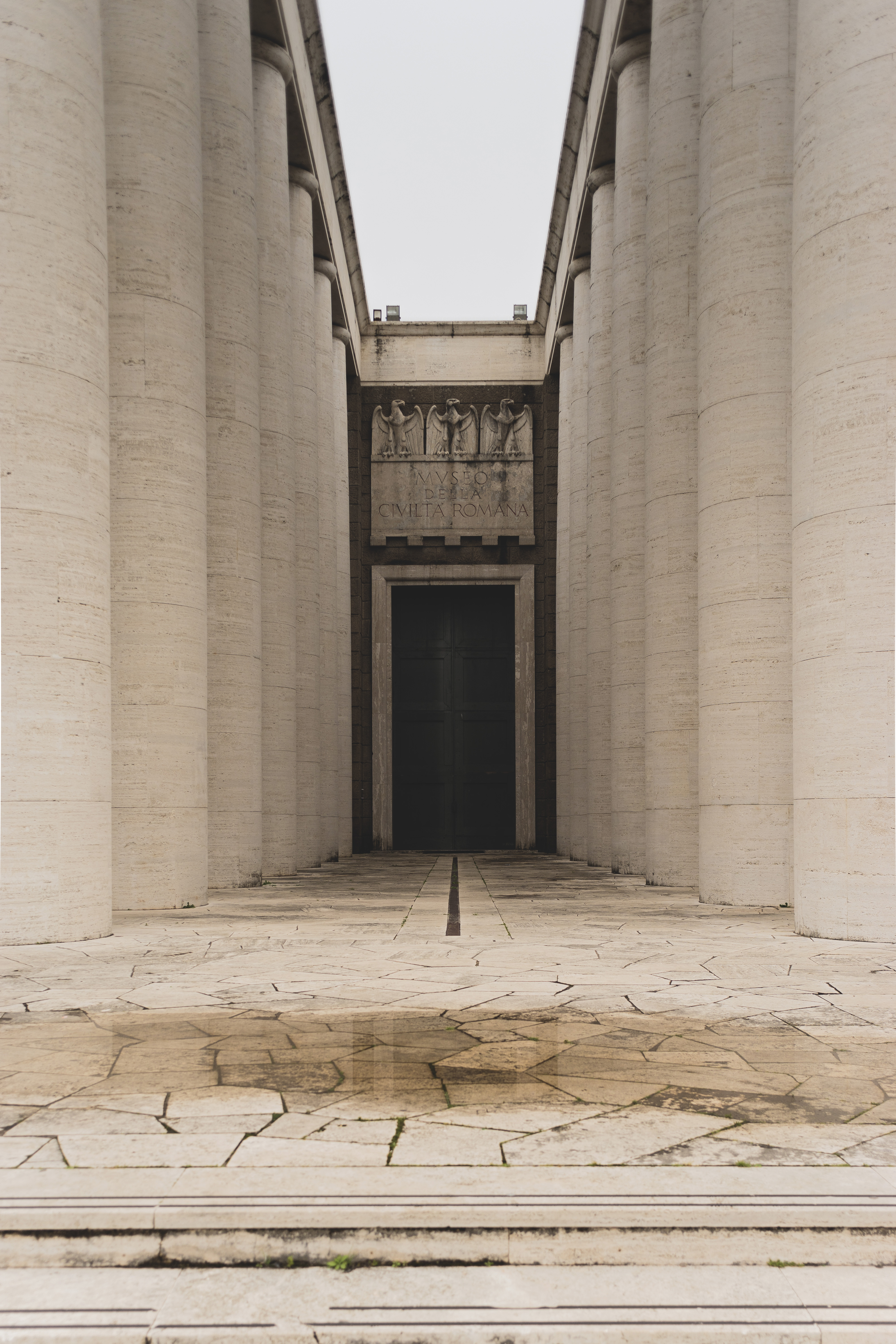
Museo della civiltà romana, parte de la Esposizione Universale Roma (EUR 1942) que no llegó a realizarse. Proyecto de Pietro Aschieri, Cesare Pascoletti, Gino Peressutti y Domenico Bernardini, 1939.
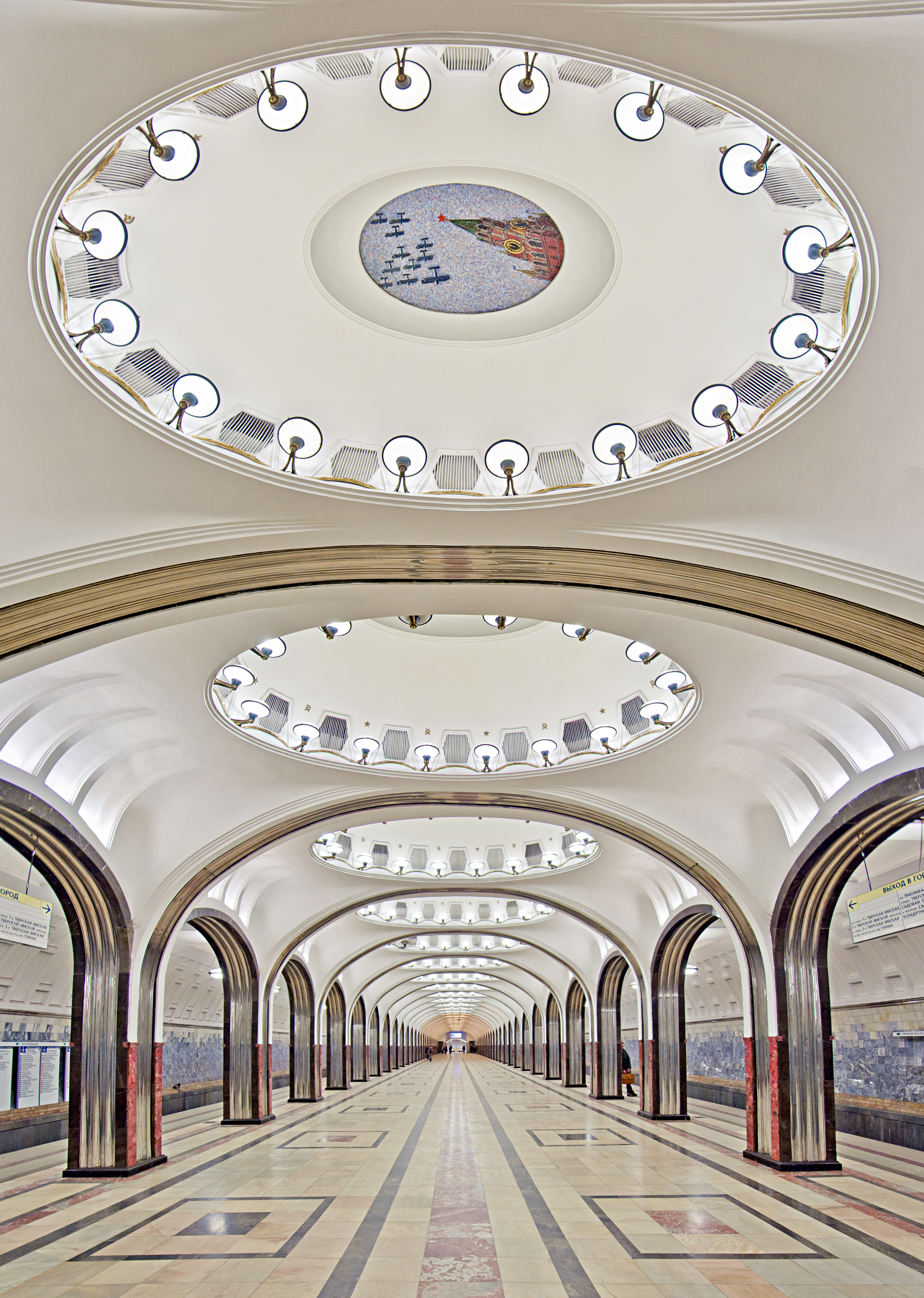
Estación Mayakovskaya del Metro de Moscú, 1938.
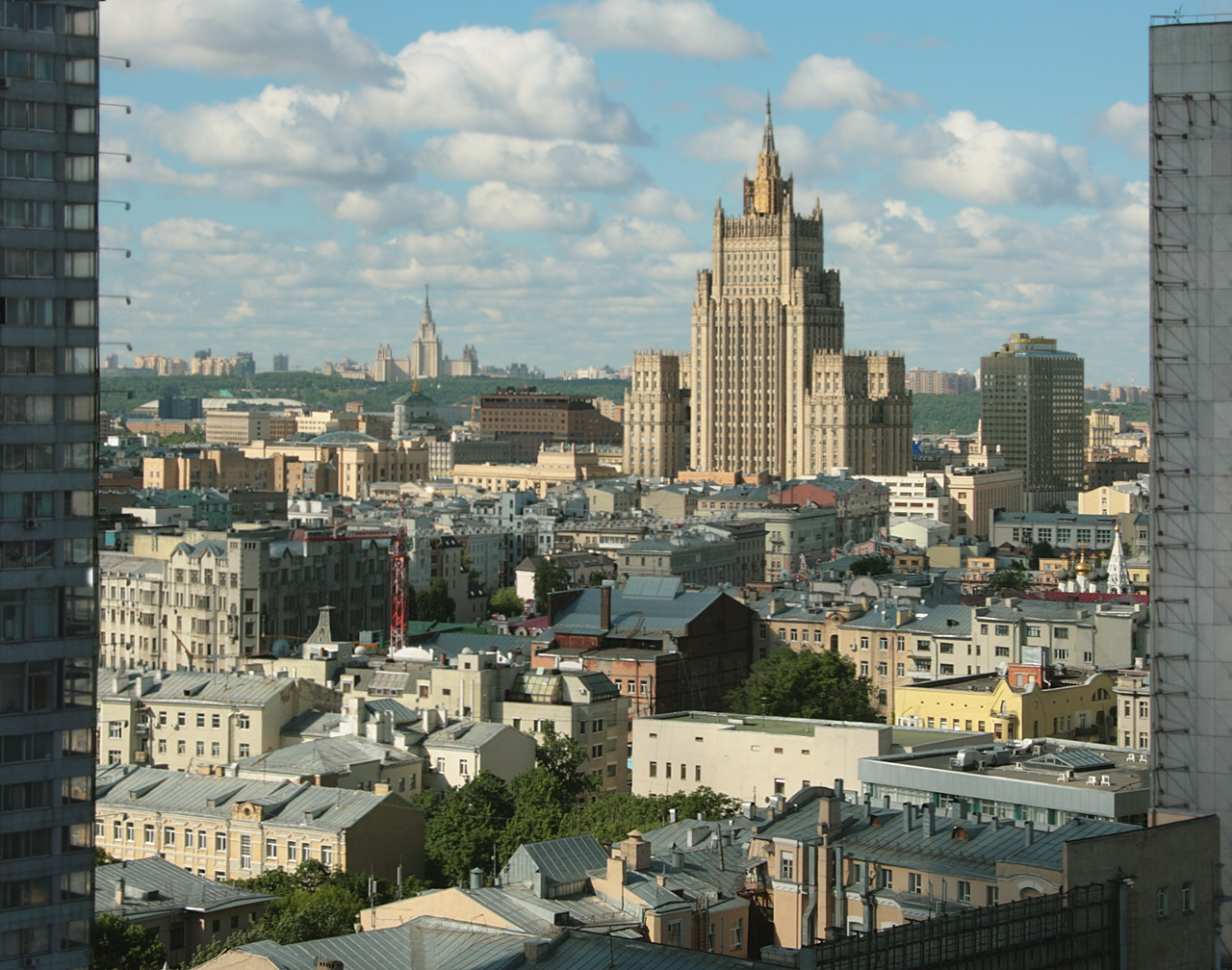
Ministerio de Asuntos Exteriores y Universidad Estatal de Moscú, dos de los Stálinskiye Vysotki ("rascacielos de Stalin" o "las siete hermanas").
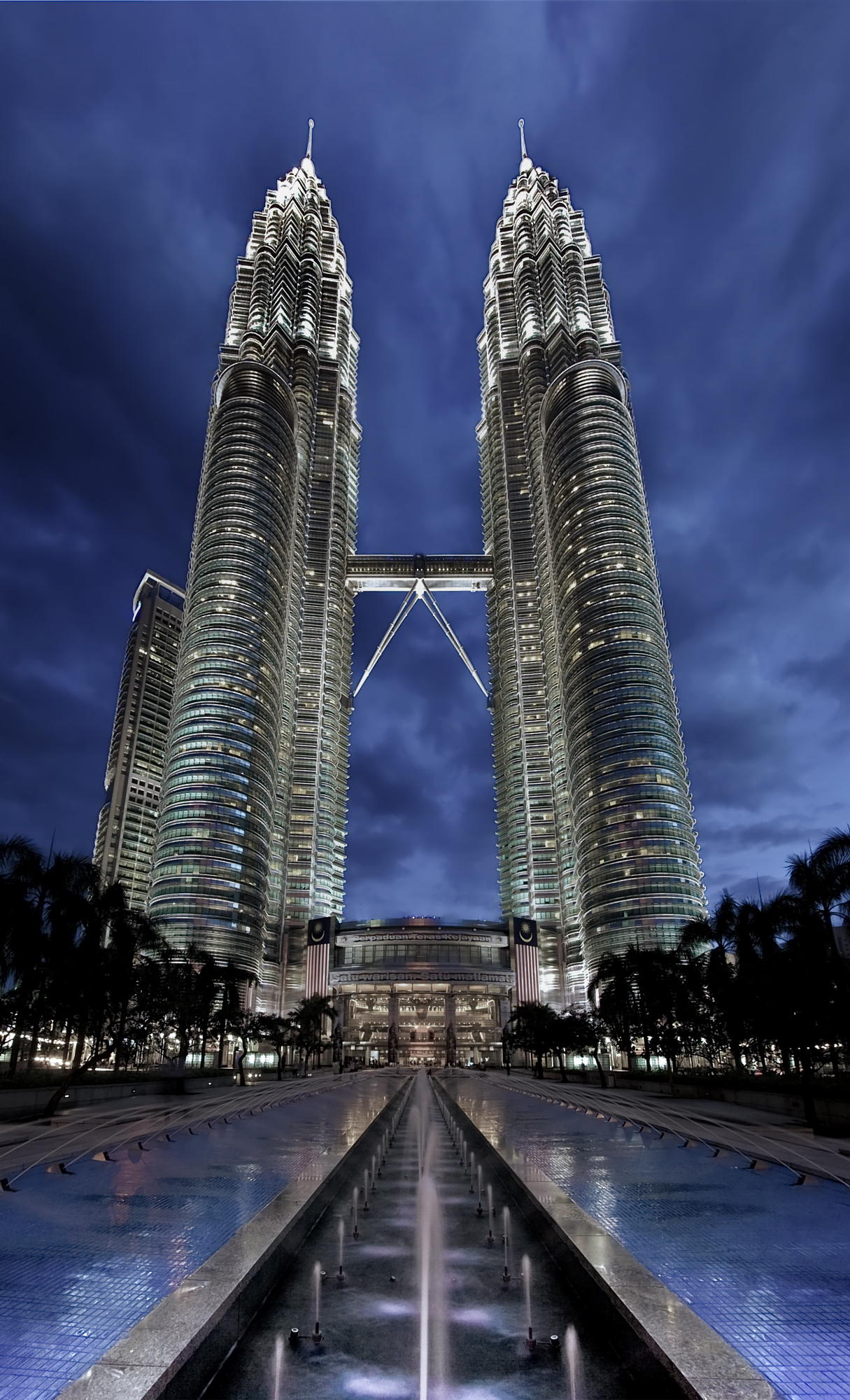
Torres Petronas, César Pelli, 1998.
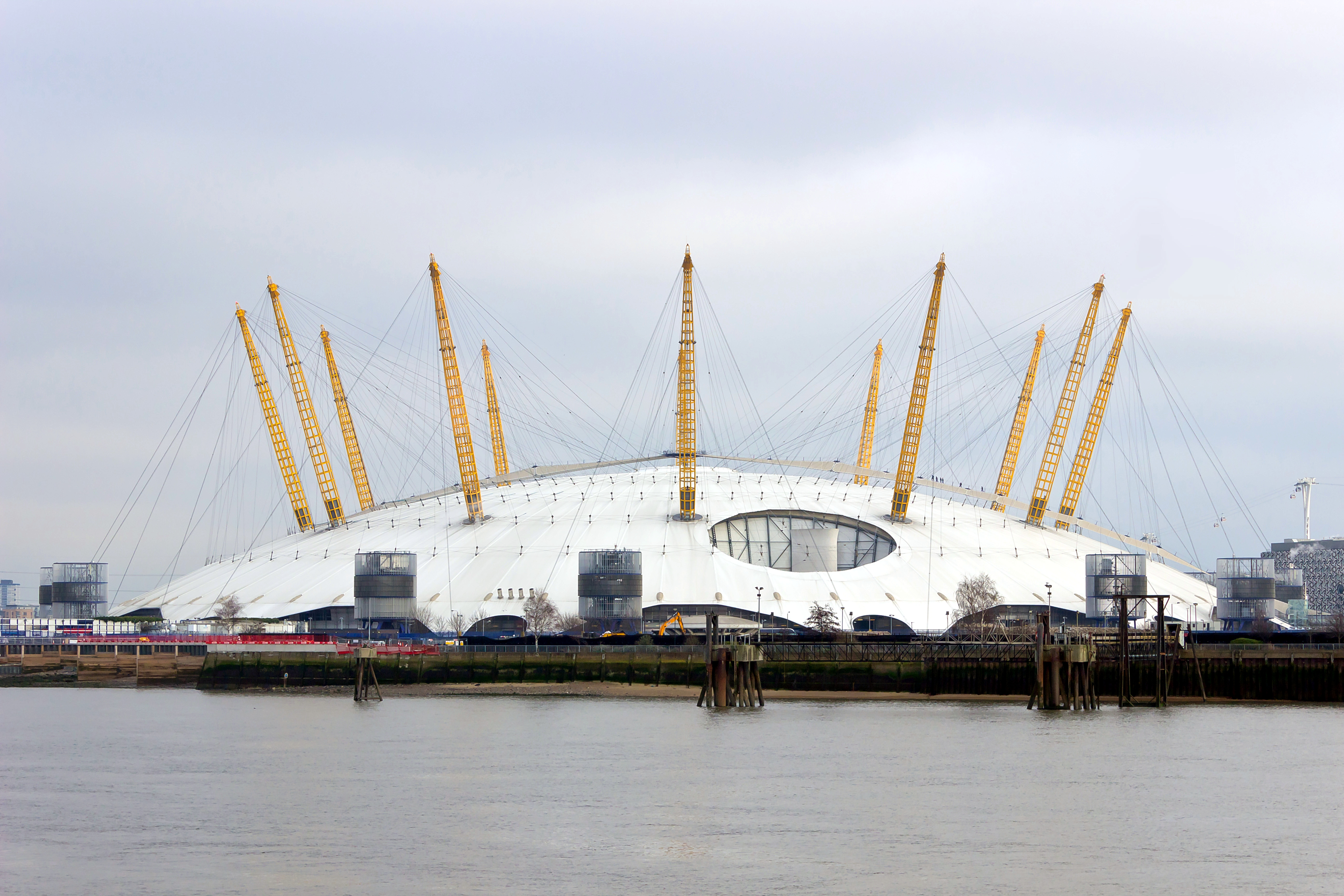
O2 Arena o Millenium Dome.
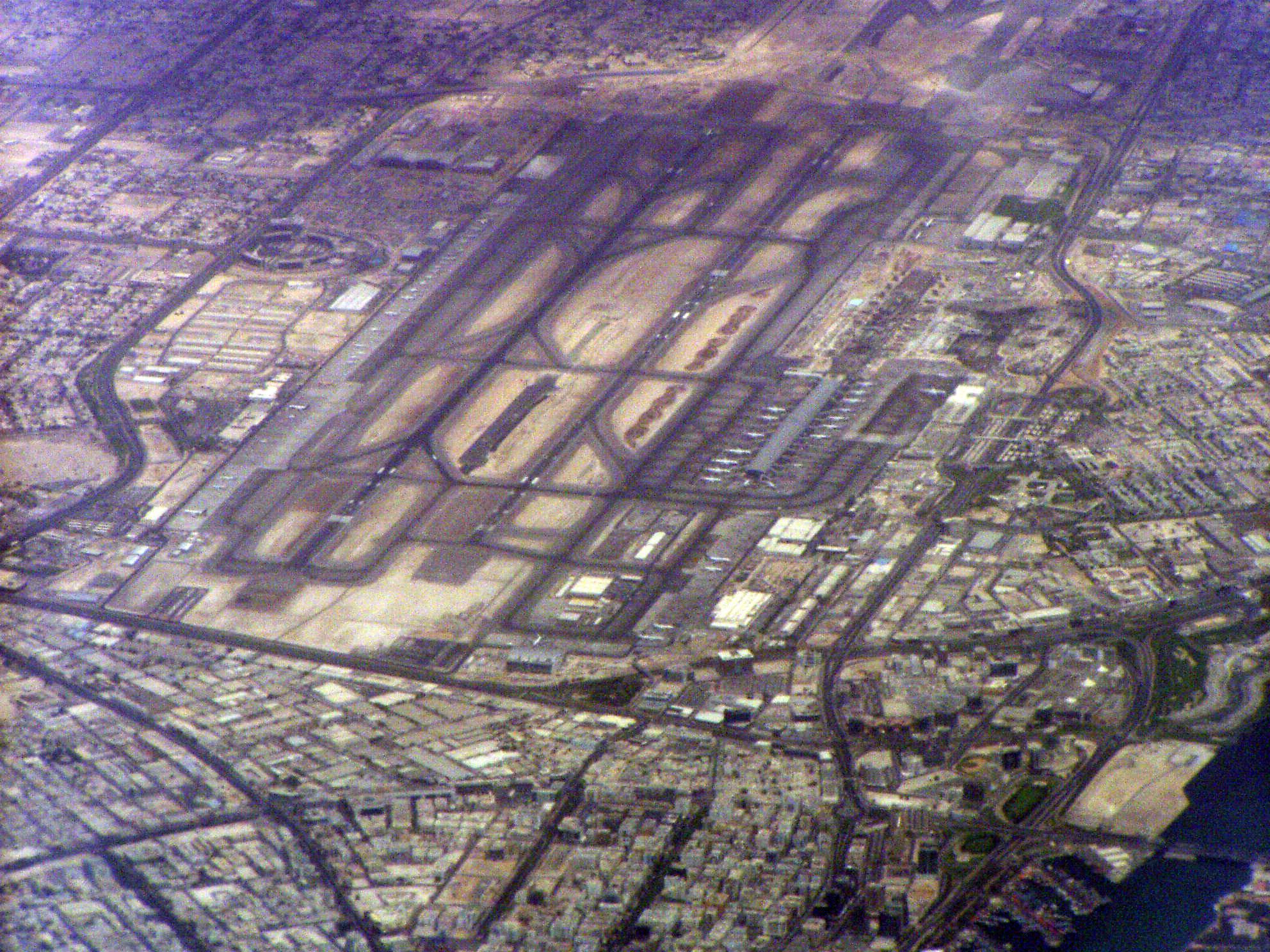
Aeropuerto de Dubai, contiene la terminal más grande del mundo (1,713,000 m2), que es también la segunda edificación por superficie (tras el New Century Global Centre de Chengdu).

Chicago.
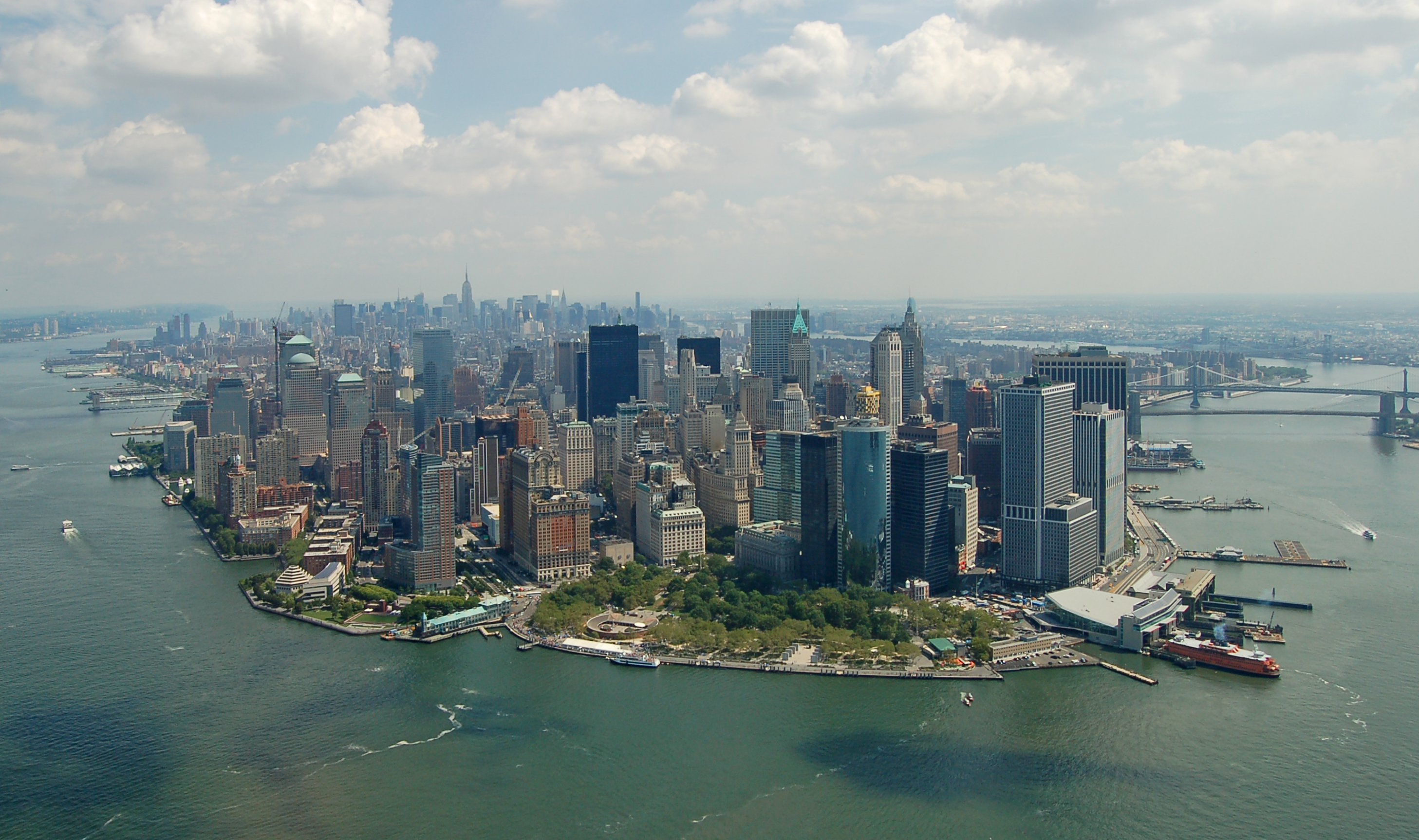
Isla de Manhattan (Nueva York).
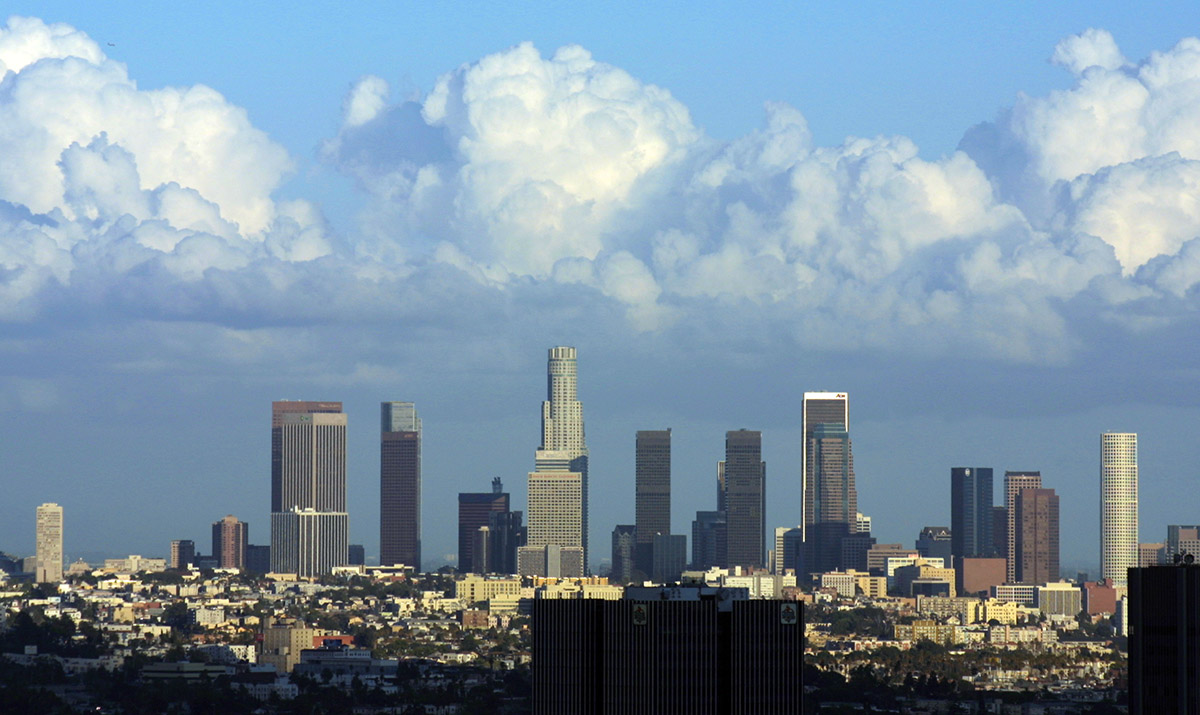
Los Ángeles.
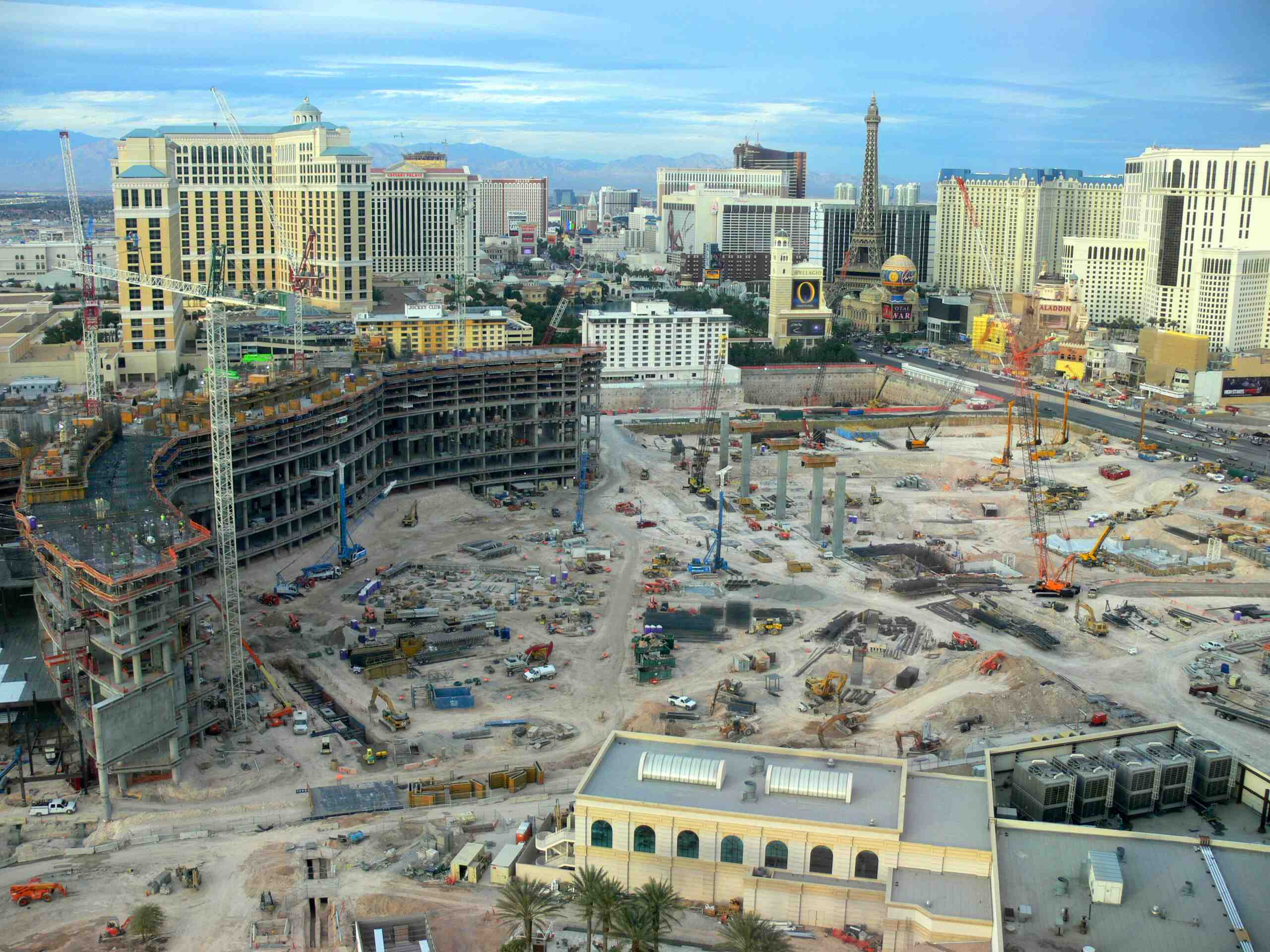
Las Vegas.
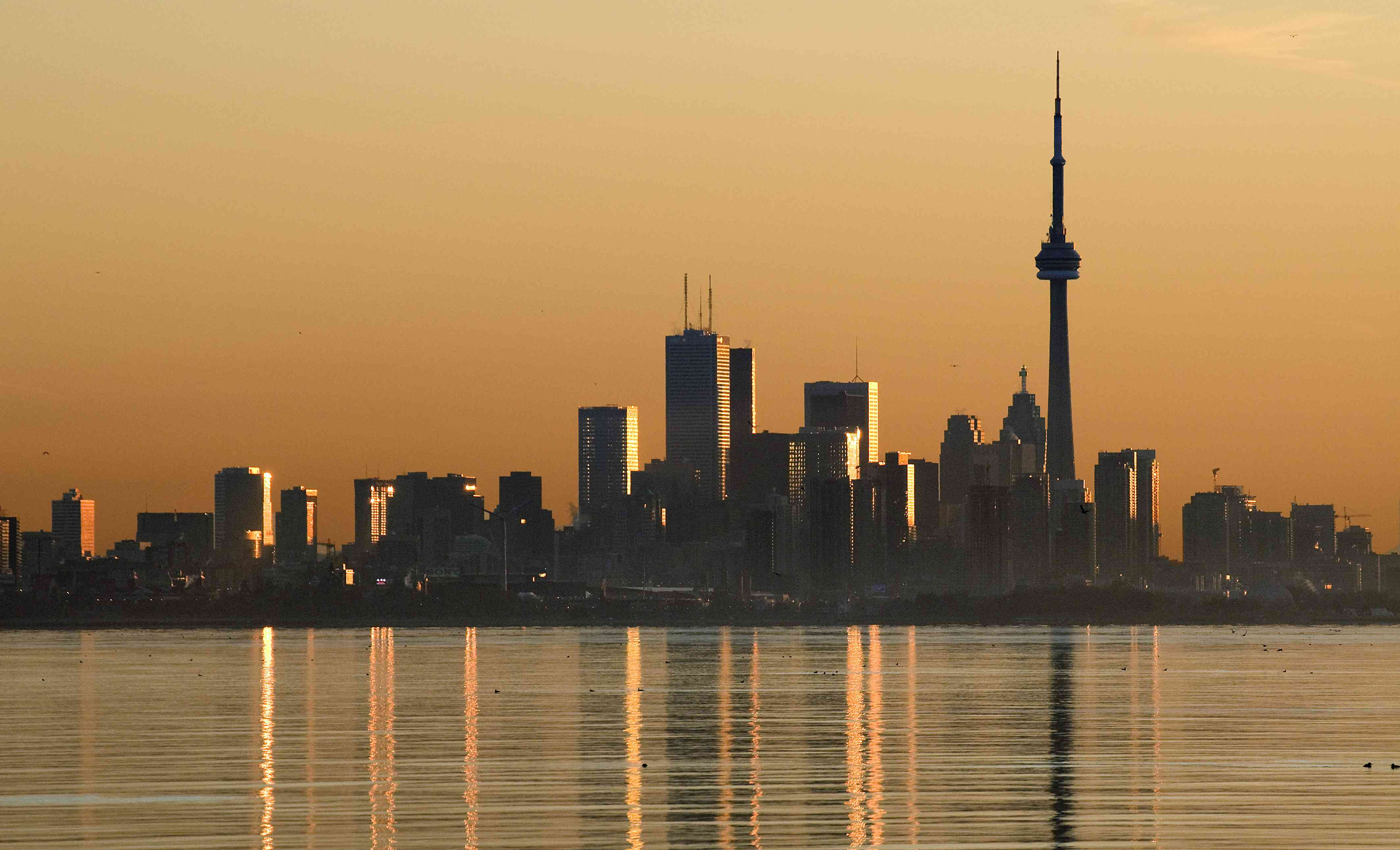
Toronto.
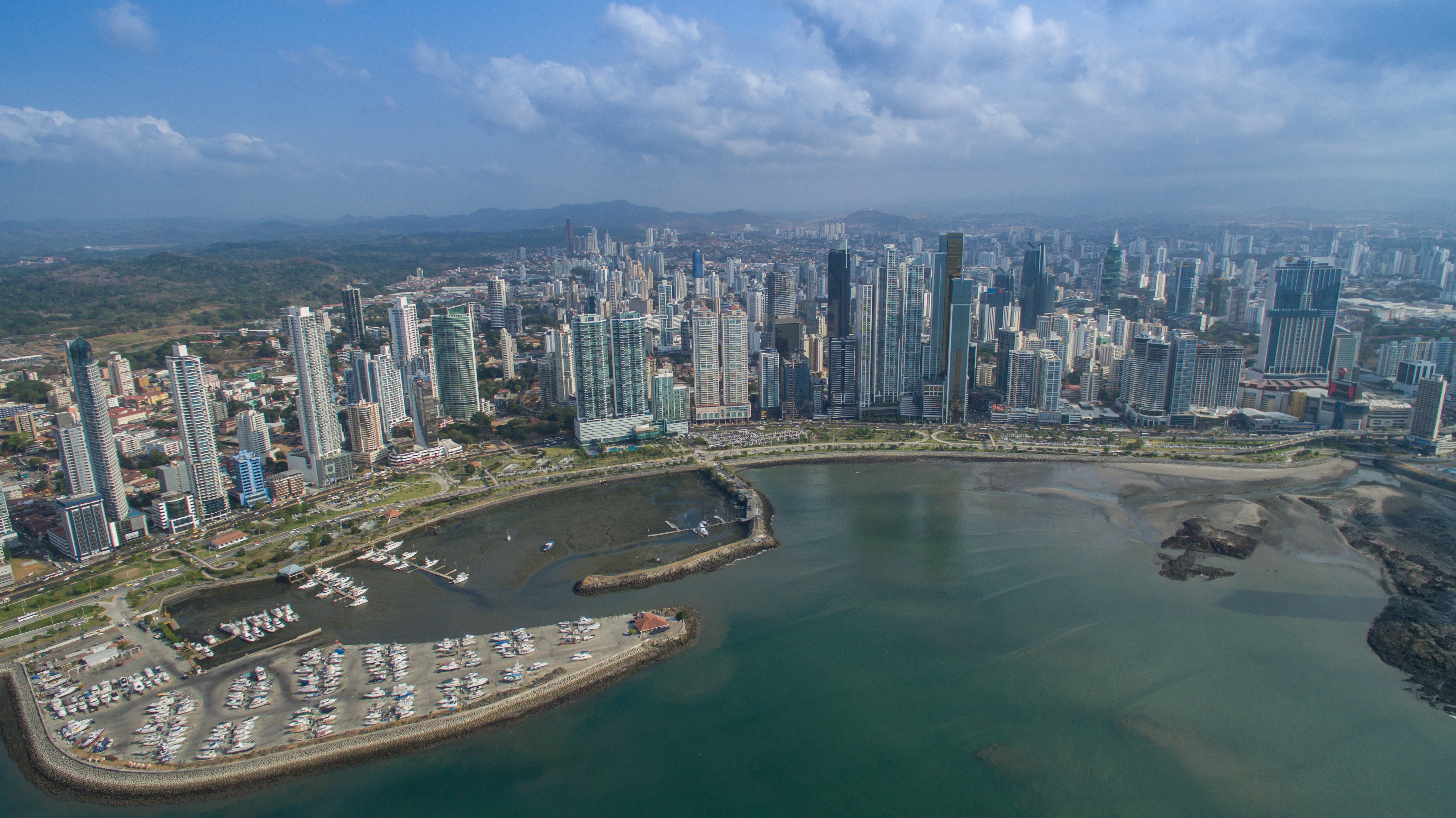
Ciudad de Panamá.
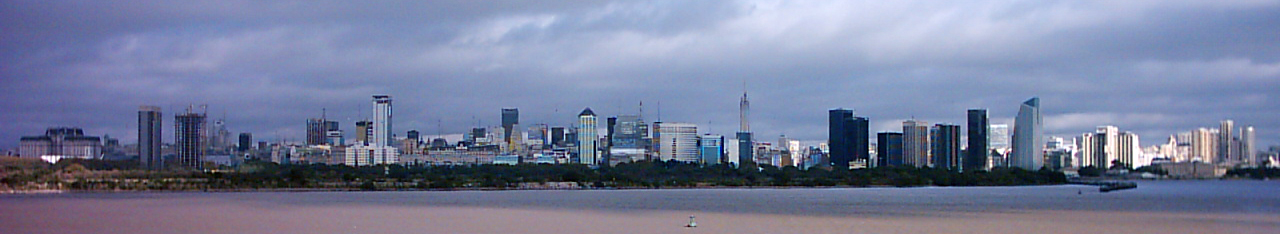
Buenos Aires.
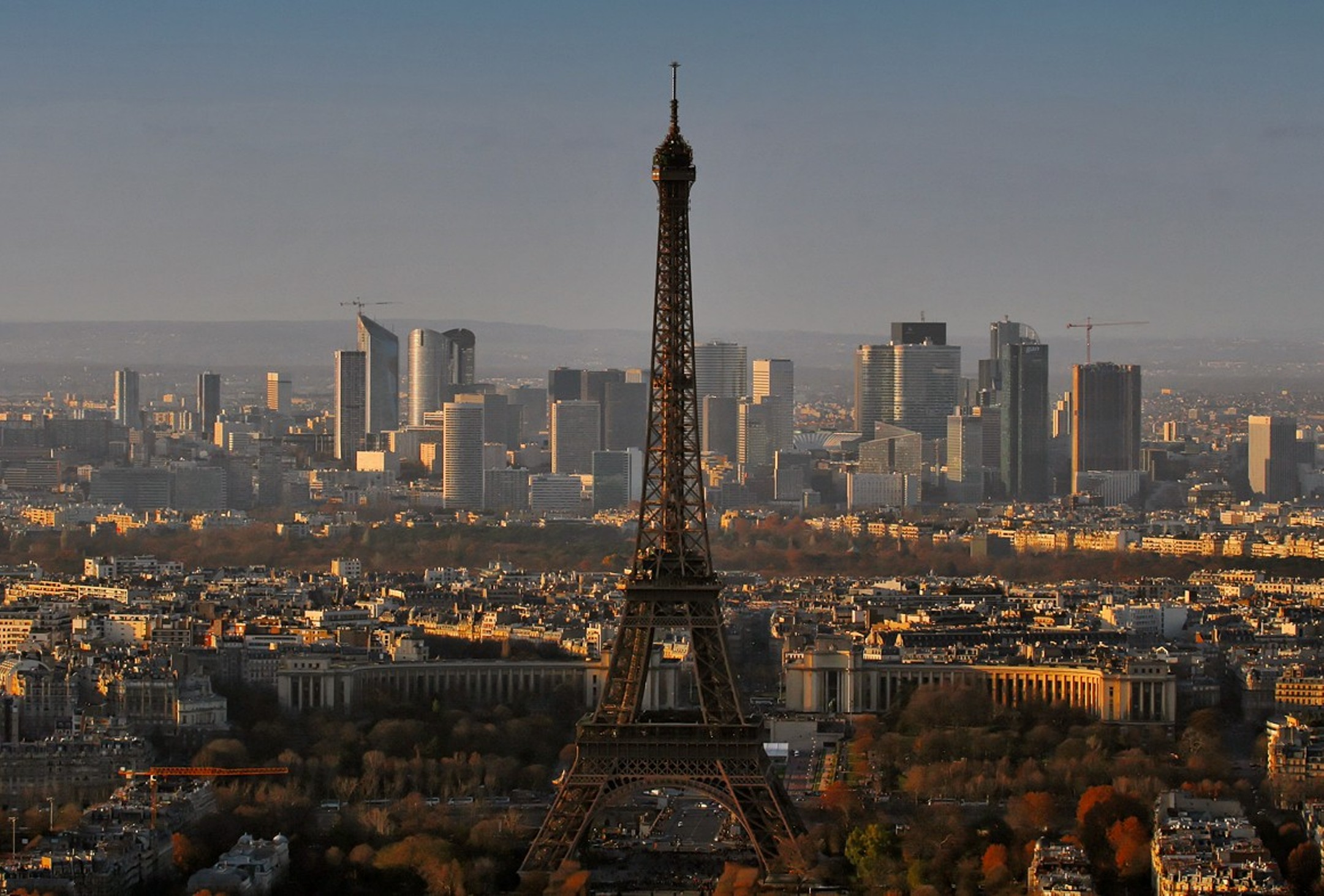
La Défense (París).
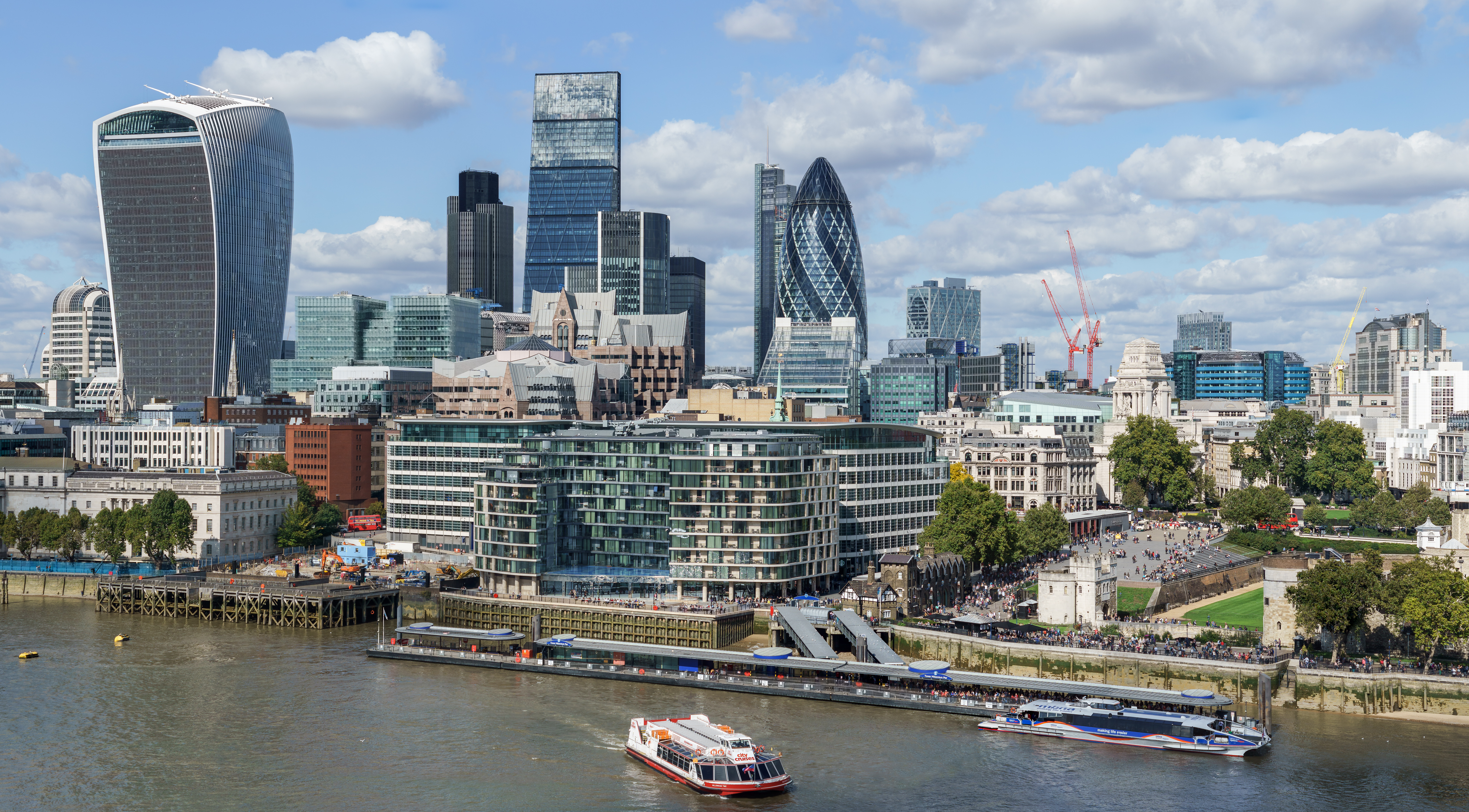
City (Londres).
Tokio.
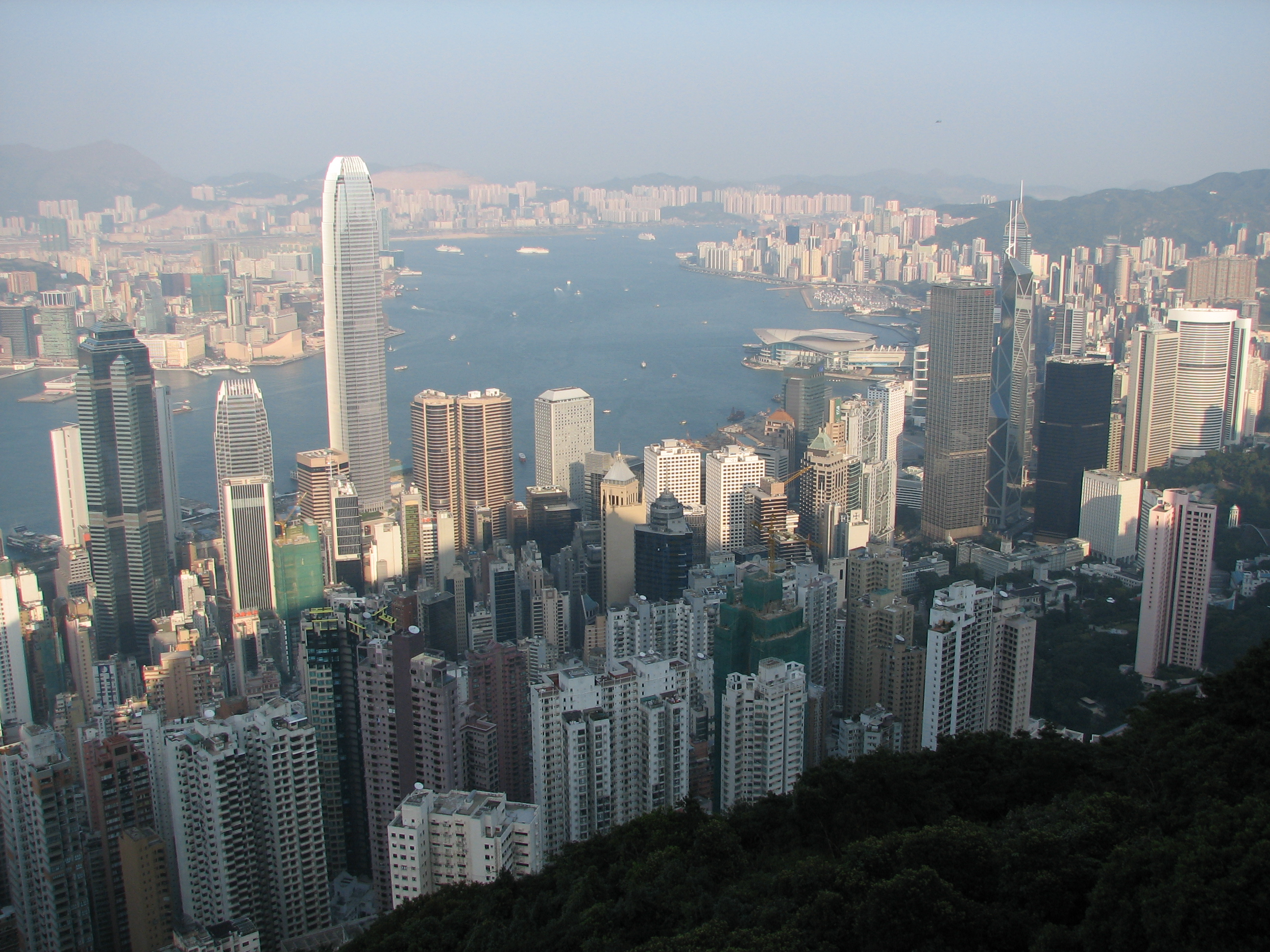
Hong Kong.
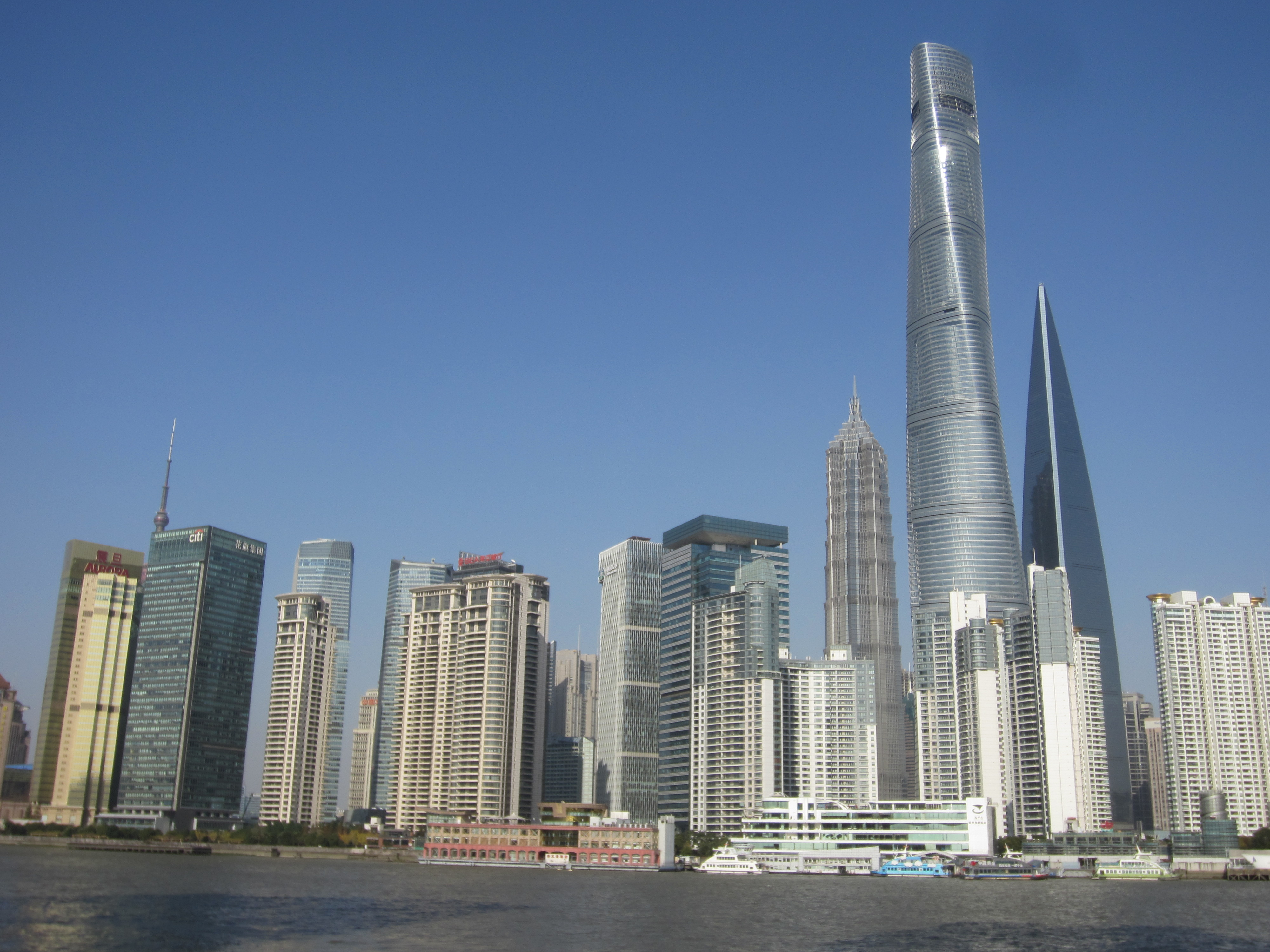
Shanghái.
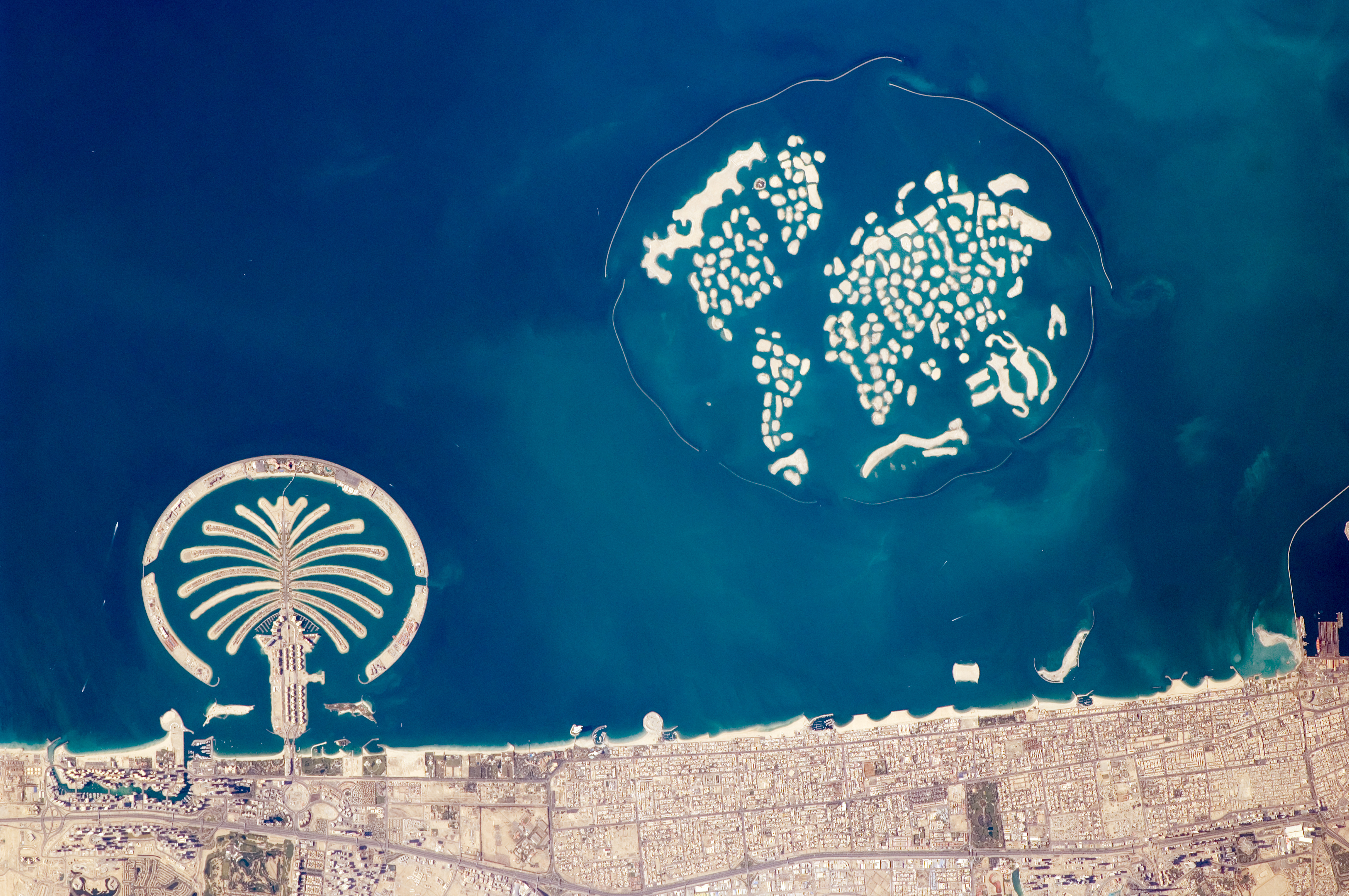
Dubai.
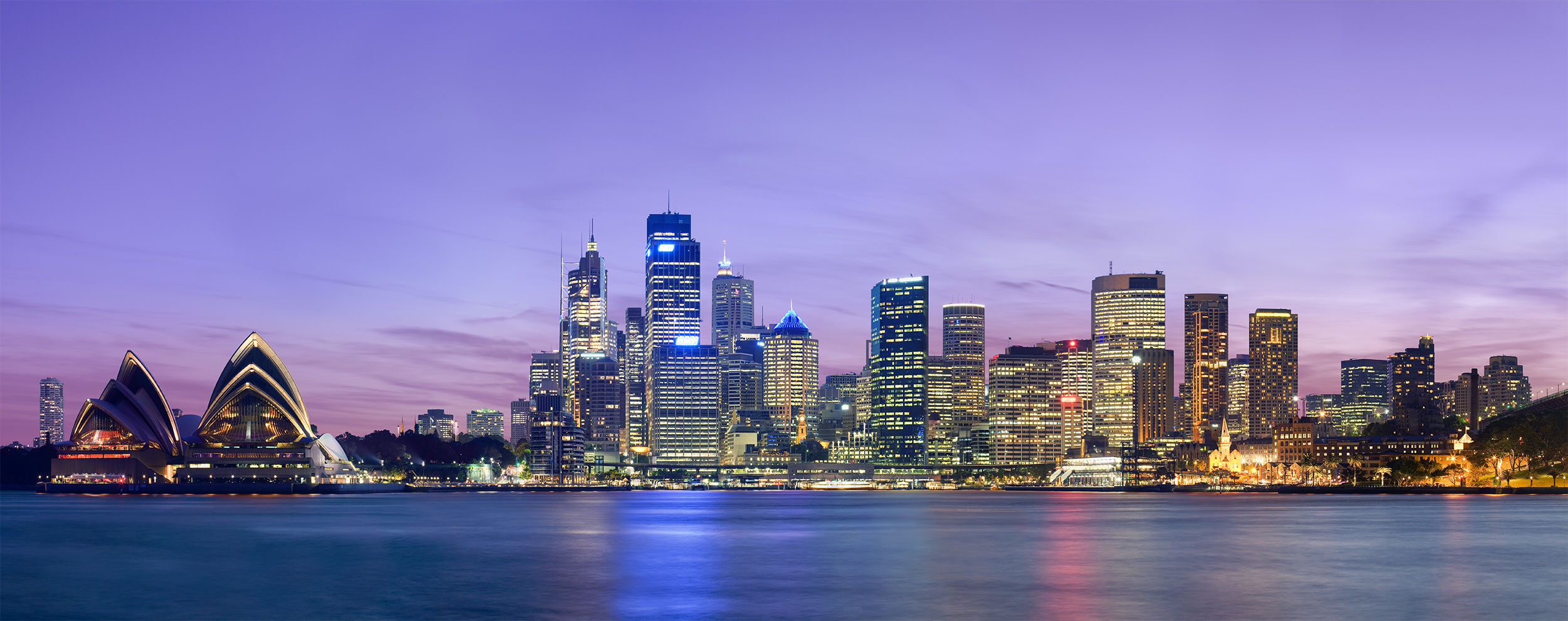
Sydney.